# Mülheim-Kärlich
Mülheim-Kärlich ist eine Stadt im nördlichen Rheinland-Pfalz und mit rund 11.000 Einwohnern die größte Kommune der Verbandsgemeinde Weißenthurm. Gemäß Landesplanung ist Mülheim-Kärlich als Unterzentrum ausgewiesen. Der nahe Koblenz gelegene Ort besteht aus den vier Stadtteilen Mülheim, Kärlich, Urmitz-Bahnhof und Depot.

## Lage und Stadtgebiet

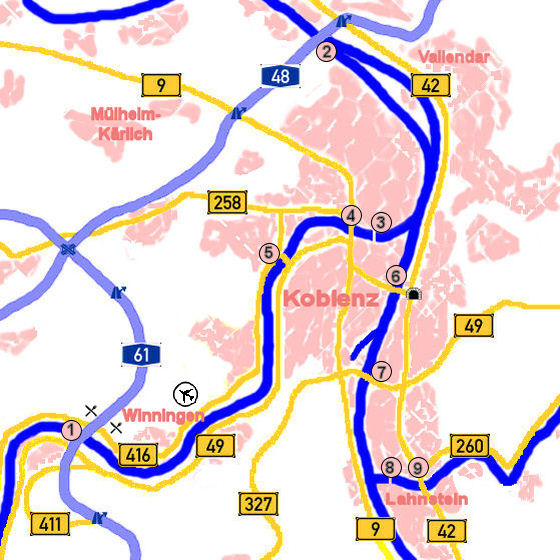
Straßenkarte Raum Koblenz

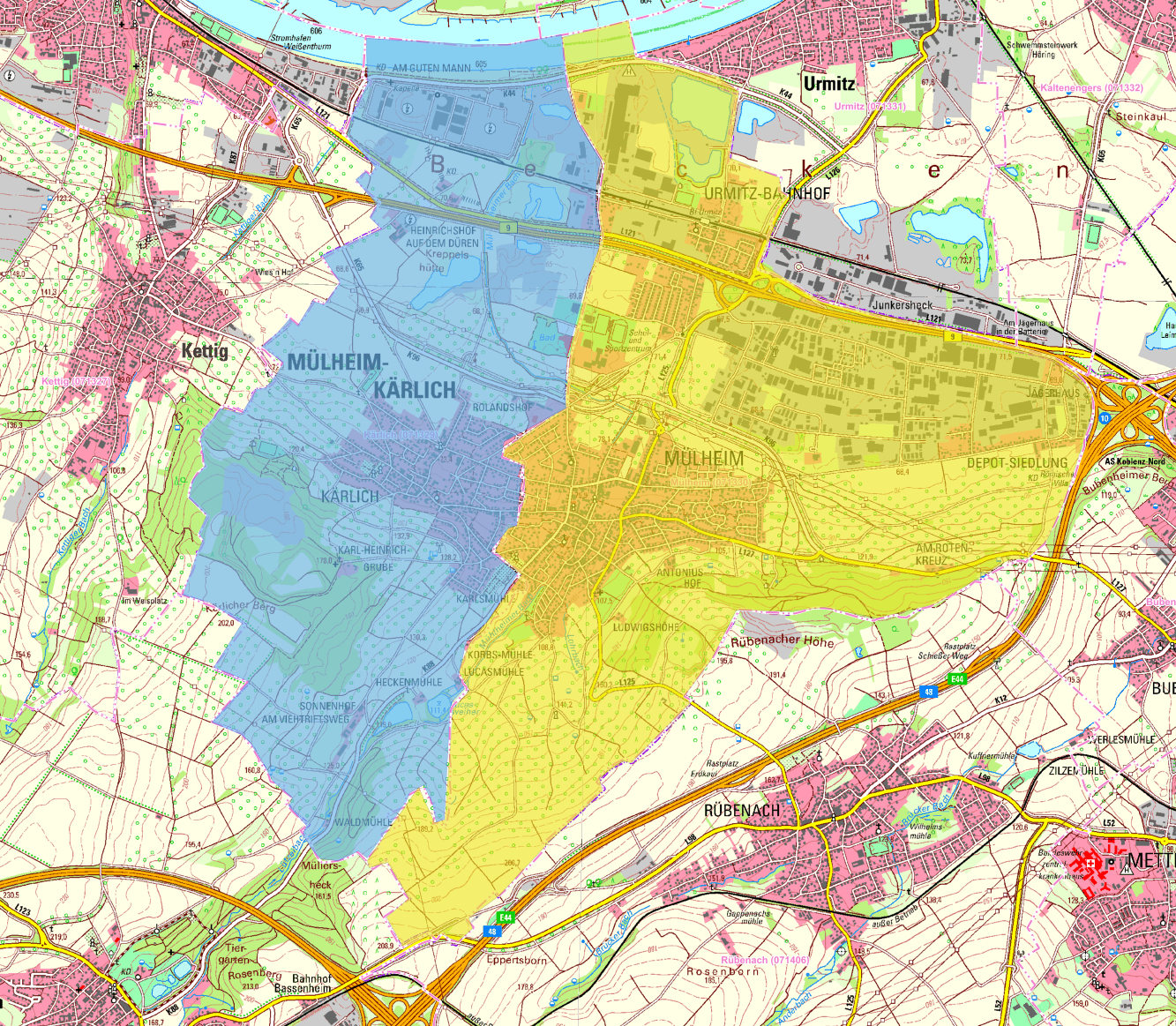
Gemarkungen Mülheim-Kärlich: Kärlich (blau), Mülheim (gelb)

Mülheim-Kärlich liegt am Westrand des Neuwieder Beckens zwischen Rhein, Mosel, Nette und den östlichen Ausläufern der Eifel. Dank seiner Nähe zu den Bundesautobahnen A 48 und A 61 sowie zur Bundesstraße 9 reicht das Einzugsgebiet seines Gewerbegebiets bis in die Eifel, den Westerwald, den Hunsrück und den Taunus. Die Stadt grenzt auf einer Länge von etwa 2 km an den Rhein, von dem das Stadtzentrum rund 3 km entfernt liegt.
Zur Gemarkung Mülheim gehören neben dem gleichnamigen Stadtteil der Großteil von Urmitz-Bahnhof, das Schulzentrum mit angrenzendem Sportplatz sowie der Ortsteil Depot mit dem Gewerbegebiet. Dieser erstreckt sich bis zum Autobahnkreuz Koblenz-Nord und markiert den östlichen Ausläufer der Gemarkung. Deren gesamten südöstlichen Rand nimmt das große Obstanbaugebiet von Mülheim-Kärlich ein. Die Gemarkung Kärlich mit dem gleichnamigen Ortsteil umfasst heute das Rheingebiet in Höhe des ehemaligen Kernkraftwerks Mülheim-Kärlich sowie die Kiesgruben unmittelbar am Mülheimer Bach. Es erstreckt sich in Richtung Kettig bis zum Sport- und Freizeitgebiet „Dalfter“ und in Richtung Bassenheim bis zum Lützelbach, dessen Staubecken sowie dem Lucasweiher.

## Geschichte

### Vor- und Frühgeschichte
Das Gebiet des heutigen Mülheim-Kärlich gehört zu den ältesten von Menschen besiedelten Plätzen Deutschlands. Darauf weisen etwa 440.000 Jahre alte Faustkeile aus Quarzit und Feuerstein hin, Artefakte des Homo erectus von Mülheim-Kärlich, die in der Tongrube auf dem Kärlicher Berg gefunden wurden.
Seit der Jungsteinzeit, ab etwa 4000 v. Chr., scheint die Region permanent besiedelt zu sein. Von etwa 3700 bis 2400 v. Chr. bestand am Rheinufer, zwischen der späteren Kapelle „Am Guten Mann“ und dem Urmitzer Werth gelegen, ein halbkreisförmiges Erdwerk der Michelsberger Kultur. Die durch Wall, Graben und Palisaden geschützte Anlage umschloss ein Areal von ca. 100 ha.
Archäologische Funde weisen darauf hin, dass seit der Latène-Zeit (ab etwa 450 v. Chr.) Kelten auf dem heutigen Stadtgebiet lebten. An der Weißenthurmer Straße wurde 1905 beim Bimsabbau ein keltisches Wagengrab entdeckt. Weitere Grabhügel und ein ausgedehntes Gräberfeld sowie Funde von Handelsgütern, die zum Teil etruskischen Ursprungs sind, deuten – wie auch der Ortsname Kärlich selbst – auf die Existenz einer keltischen Siedlung hin.

### Römische Zeit

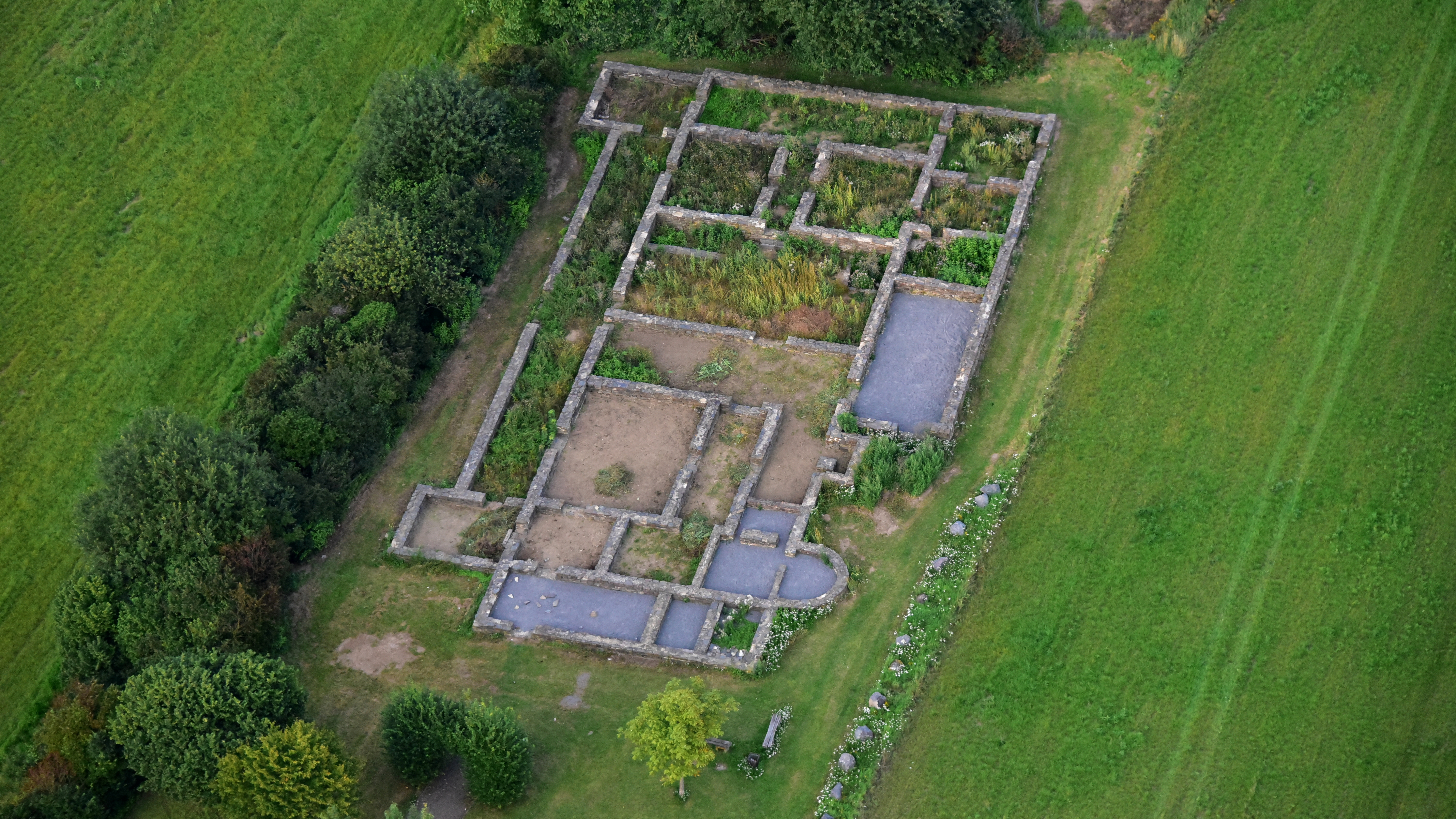
Römische Villa, Luftaufnahme (2017)

Nahe dieser Siedlung, etwa an der Stelle, an der sich das steinzeitliche Erdwerk befunden hatte, erfolgte im Jahr 53 v. Chr. möglicherweise der zweite Rheinübergang von Caesars Legionen, den dieser in „De bello Gallico“ beschrieb. Nach der römischen Eroberung war die Region um Mülheim-Kärlich zunächst Teil der Provinz Germania Superior (Obergermanien), mit dem Hauptort Mogontiacum (Mainz). Von der Zeit Diokletians bis zum Zusammenbruch der römischen Herrschaft im 5. Jahrhundert gehörte sie zur daraus gebildeten neuen Provinz Germania Prima.
Die Römerstraße von Mainz nach Köln durchquerte das Stadtgebiet etwa auf der Höhe der heutigen Bundesstraße 9. Archäologische Funde lassen darauf schließen, dass sich entlang dieser Straße eine römische Siedlung bildete. Am Rheinufer, bei der heutigen Kapelle „Am Guten Mann“, scheint es Manufakturbetriebe zur Herstellung von Ziegeln und Keramik gegeben zu haben. Das Gros der Bevölkerung bildeten damals romanisierte Kelten vom Stamm der Treverer, Germanen sowie Römer aus verschiedenen Teilen des Reichs.
Zu den Bodenfunden aus römischer und nachrömischer Zeit gehören die Überreste mehrerer römischer Villen sowie eine germanische Runenspange aus der Zeit um 600, deren Inschrift „Wodani hailag“ („Dem Wôdan heilig“) jedoch als nicht authentisch gilt.

### Mittelalter
Im Laufe des 5. Jahrhunderts brach die römische Herrschaft am Rhein zusammen. Die ripuarischen Franken, deren Siedlungsschwerpunkt um Köln lag, brachten um 455/456 auch das Land beiderseits des Mittelrheins unter ihre Kontrolle. Bereits vor 500 gehörte das Gebiet um Koblenz zu dem später Austrasien genannten Kerngebiet des Fränkischen Reichs. Damals entstanden auch im Neuwieder Becken die Grundzüge der bis heute bestehenden Siedlungsstrukturen. Für die Zeit nach dem Jahr 500, vermehrt dann für das 7. Jahrhundert, sind fränkische Einzelgräber und Gräberfelder auf Mülheim-Kärlicher Gebiet nachgewiesen, u. a. an der Heeresstraße und auf dem Senser Berg.
Der Ortsname Mülheim weist auf eine Gründung während dieser fränkischen Landnahme im Frühmittelalter hin, während der Name „Kärlich“ auf weit frühere, keltische Ursprünge schließen lässt. Dennoch werden beide Orte erst im Hochmittelalter erstmals urkundlich erwähnt: Kärlich 1047, Mülheim 1162. Sie gehörten damals zum Reichsgut des fränkischen Königshofs Koblenz, der 1018 durch eine Schenkung Kaiser Heinrichs II. an das Erzstift Trier gekommen war. 1217 wurde die Kärlicher Kirche erstmals in einer Urkunde genannt. Hundert Jahre später folgte der Bau der bis heute erhaltenen Alten Kapelle in Mülheim, die bis Ende des 19. Jahrhunderts eine Filialkirche der Kärlicher Pfarrei blieb.
Kurfürst Balduin von Luxemburg ließ Anfang des 14. Jahrhunderts eine Wasserburg in Kärlich errichten, die 1344 zum ersten Mal urkundlich erwähnt wurde. Zwei Jahre später, 1346, erwirkte er von seinem Großneffen, Kaiser Karl IV., die Verleihung eines Stadtrechtsprivilegs für Kärlich. Ausschlaggebend für beide Maßnahmen dürfte die Grenzsicherung gegen Kurköln gewesen sein. Für diesen Zweck aber verloren sowohl die Burg als auch der Ort Kärlich in der Folgezeit an Bedeutung. So wurde die Grenze seit Anfang des 15. Jahrhunderts durch den Weißen Turm gesichert, den Kurfürst Werner von Falkenstein etwa 4 km nordwestlich von Kärlich errichten ließ. Die Kurfürsten und Erzbischöfe von Trier haben von Balduins Privileg daher keinen Gebrauch gemacht und Kärlich nie offiziell zur Stadt erhoben und mit Mauern umgeben. Die Burg wurde bereits um 1480 unter Kurfürst Johann II. von Baden durch ein Wasserschloss ersetzt, das nicht mehr primär der Verteidigung, sondern der Jagd diente. Kärlich und das seiner Pfarrei zugeordnete Nachbardorf Mülheim blieben bis kurz vor dem Ende des alten Reiches kurtrierische Landgemeinden, die zum Amt Bergpflege gehörten. Dessen Ausdehnung entsprach in etwa der heutigen Verbandsgemeinde Weißenthurm.

### Frühe Neuzeit

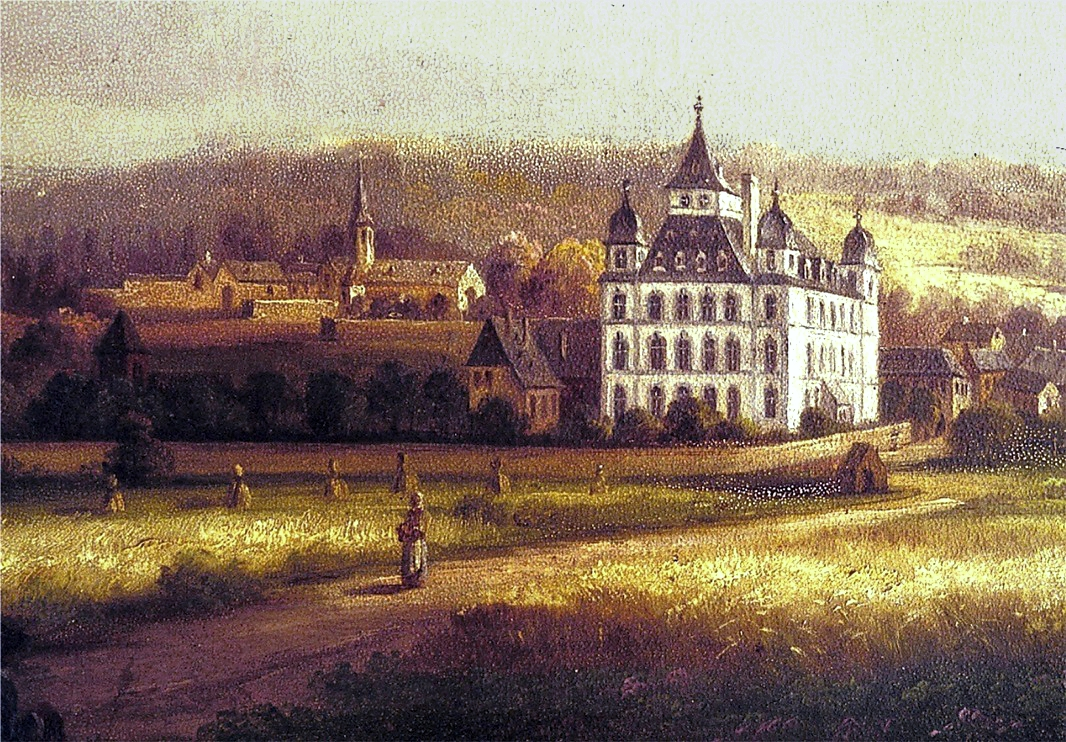
Das 1794 zerstörte Kurfürstliche Schloss zu Kärlich

Im 17. Jahrhundert wurden beide Dörfer infolge des Dreißigjährigen Kriegs und des Holländischen Kriegs Ludwigs XIV. schwer in Mitleidenschaft gezogen. So kam es 1635 zur zunächst erfolglosen Belagerung des Kurfürstlichen Schlosses durch schwedische und französische Truppen, die anschließend das Dorf Kärlich plünderten. Bei einem zweiten Angriff im Juli desselben Jahres gelang es den Schweden, das Schloss doch noch in Brand zu stecken. Nach dem Dreißigjährigen Krieg, zwischen 1654 und 1660, ließ der trierische Kurfürst Karl Kaspar von der Leyen auf den Grundmauern der Ruine ein neues Jagd- und Lustschloss errichten. Noch während der Bauzeit, im Juli 1657, kamen dort auf Betreiben des päpstlichen Nuntius Sanfelice die drei geistlichen Kurfürsten von Trier, Mainz und Köln zusammen, um nach dem Tod Ferdinands IV. über die Wahl des neuen Kaisers zu beraten, die erst ein Jahr später in Frankfurt am Main stattfand. Im 18. Jahrhundert nach Plänen der Baumeister Balthasar Neumann und Johannes Seiz erneut umgebaut und erweitert, war das Kärlicher Schloss ein bevorzugter Aufenthaltsort der beiden letzten trierischen Kurfürsten, Johann IX. Philipp von Walderdorff und Clemens Wenzeslaus von Sachsen.
Clemens Wenzeslaus, dessen Hof nach Ausbruch der Französischen Revolution zum Sammelpunkt gegenrevolutionärer Kräfte geworden war, verließ auf der Flucht vor französischen Truppen am 21. Oktober 1792 von Kärlich aus zum ersten Mal sein Land. Nach seiner kurzfristigen Rückkehr endete der Kurstaat genau zwei Jahre später, als die Sambre-Maas-Armee unter General Marceau aus den Niederlanden kommend das linke Rheinufer bei Koblenz besetzte. Das Kärlicher Schloss wurde am 23. Oktober 1794 von Marceaus Soldaten in Brand gesetzt und danach von der einheimischen Bevölkerung als Steinbruch genutzt.
Nach der Einnahme der beiden Orte durch Marceaus Truppen am 22. Oktober 1794 blieben Mülheim und Kärlich bis 1814 französisch. Sie gehörten zur Mairie Bassenheim, der Vorläuferin der heutigen Verbandsgemeinde Weißenthurm, die zuletzt Teil des Départements Rhin-et-Moselle mit Sitz in Koblenz war. Der Wiener Kongress schlug das Rheinland 1815 zum Königreich Preußen. Damit kamen die beiden Gemeinden zum 1816 gegründeten preußischen Landkreis Koblenz im gleichnamigen Regierungsbezirk und waren bis 1945 Teil der 1822 gebildeten preußischen Rheinprovinz.

### Seit dem 19. Jahrhundert

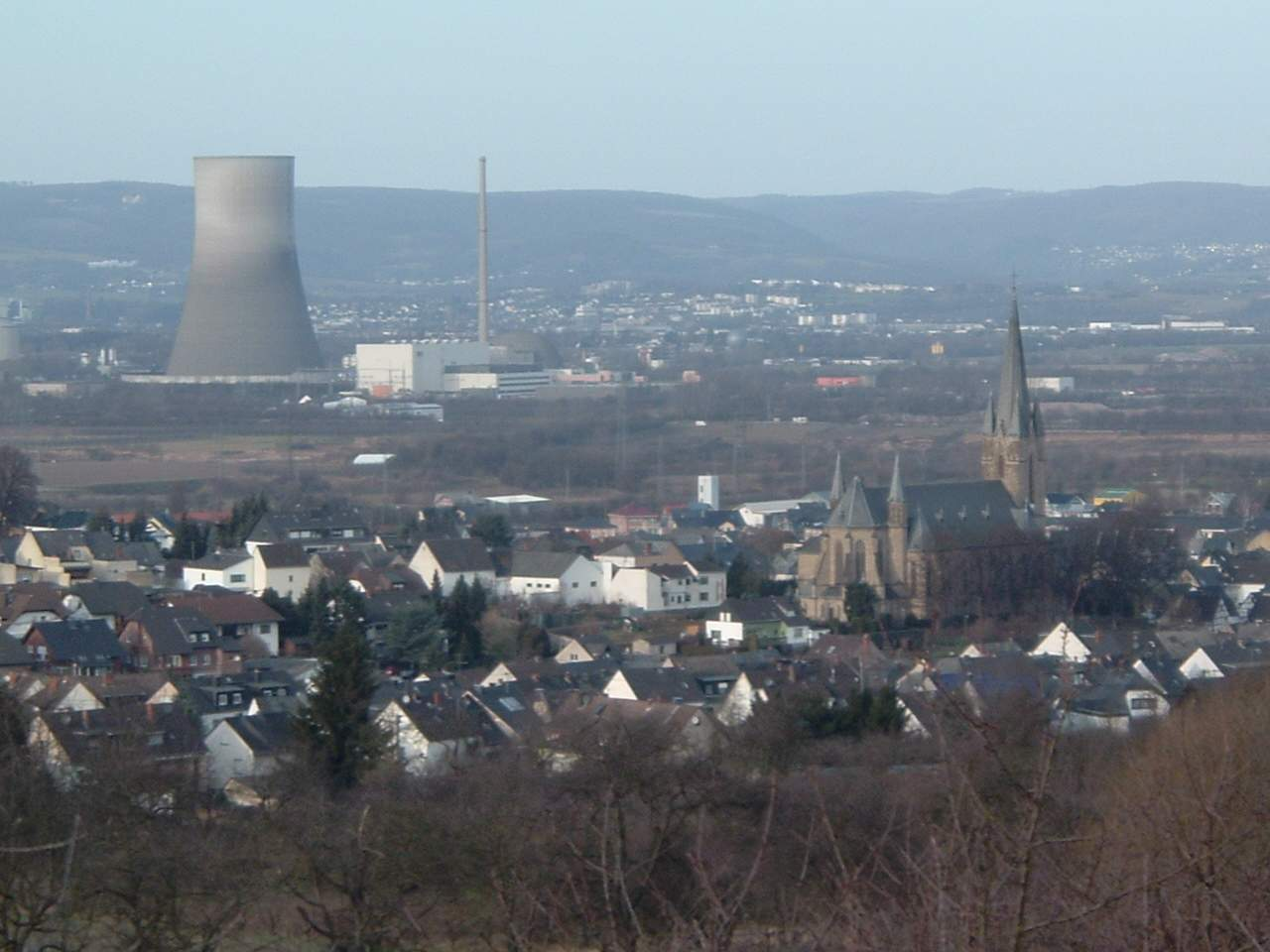
Mülheim-Kärlich mit dem Kernkraftwerk im Hintergrund (der Kühlturm wurde inzwischen abgerissen)

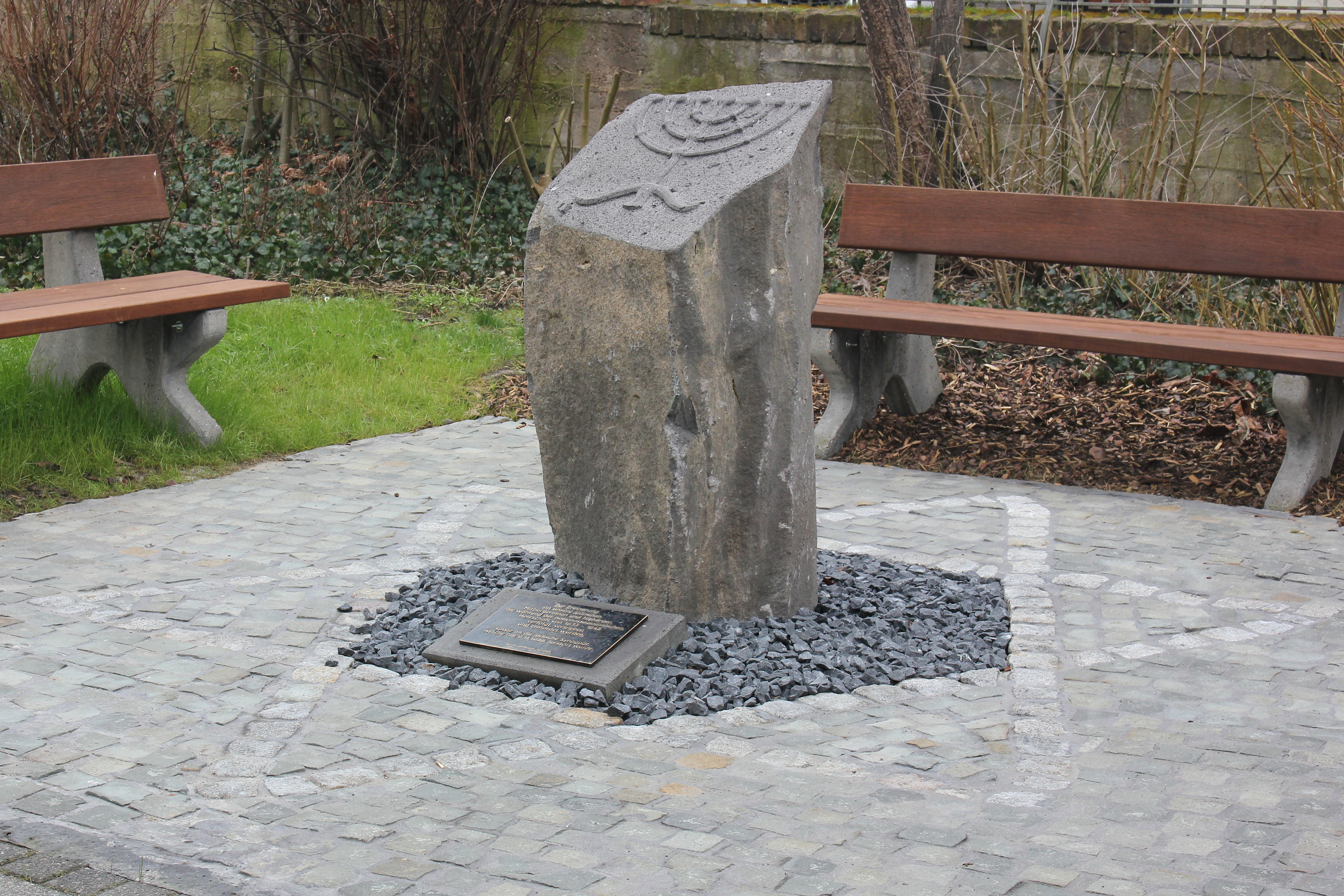
Gedenkstätte zur Erinnerung an die Mülheim-Kärlicher Juden und ihre zerstörte Synagoge

Bis in die Mitte des 19. Jahrhunderts – zuletzt in den Jahren 1845 und 1847 – brachten Missernten immer wieder Notzeiten für die fast ausschließlich von der Landwirtschaft lebende Bevölkerung. Deren wirtschaftliche Situation besserte sich merklich in der zweiten Jahrhunderthälfte mit dem Bau der Eisenbahn, die den Bauern neue Märkte erschloss, sowie mit der Entwicklung des Tonabbaus und der Bimsindustrie. Damit entstanden zusätzliche Verdienstmöglichkeiten auch über die Wintermonate, sodass immer mehr Menschen in den beiden Dörfern ihr Auskommen fanden. Die Abwanderung wurde gebremst und die Bevölkerungszahl nahm rasch zu. Ein weiterer langfristiger Effekt war, dass um das Jahr 1900 die meisten Einwohner auf ihre meist kleinen landwirtschaftlichen Betriebe nur noch als Nebenerwerbsquellen angewiesen waren. Allerdings hatte der Tonabbau zeitweise auch fatale Folgen: In den Jahren 1897 und 1906 ereigneten sich Bergrutschkatastrophen, bei denen zahlreiche Häuser in Mülheim beschädigt oder zerstört wurden.
Ende des 19. und Anfang des 20. Jahrhunderts entstanden die beiden neuen Ortsteile Urmitz-Bahnhof und Depot. Sie entwickelten sich am Rand der Mülheimer Gemarkung aus Siedlungen, die sich rund um den 1876 errichteten Bahnhof und um ein im Ersten Weltkrieg angelegtes Munitionsdepot gebildet hatten.
In der Zeit des Nationalsozialismus kam es zu Ausschreitungen gegen die jüdische Bevölkerung. So wurde in der Pogromnacht vom 9. auf den 10. November 1938 die Mülheimer Synagoge in der Bassenheimer Straße geschändet und niedergebrannt. Am Bethaus in der Kärlicher Burgstraße wurden die Fensterscheiben eingeworfen. Alle 41 Juden, die nicht emigriert waren, wurden zwischen März und Juli 1942 in das im besetzten Polen eingerichtete Ghetto Izbica bei Lublin und später weiter in Vernichtungslager deportiert. Im Zweiten Weltkrieg kamen auch zahlreiche Wehrmachtsoldaten aus Mülheim und Kärlich ums Leben, beide Orte erlitten aber trotz ihrer Nähe zur Garnisonsstadt Koblenz nur geringe Kriegsschäden.
Am späten Nachmittag des 8. März 1945 nahmen Einheiten des Combat Command A (CCA) und B (CCB) der zum XII. US Korps gehörigen 4th Armored Division Mülheim, Kärlich und andere Orte zwischen Andernach und Koblenz kampflos ein. Die Ausgabe vom 2. April 1945 des amerikanischen „Life“-Magazins zeigt auf Seite 22 das Foto eines US-Jeeps auf der Fahrt durch die von weißen Fahnen gesäumte Bassenheimer Straße. Im Sommer räumten die US-Truppen die Region, die nach dem Zonenprotokoll vom 25. Juli 1945 der französischen Besatzungszone zugeschlagen wurde. Unter französischer Militärverwaltung waren beide Dörfer zunächst Teil der Provinz Rheinland und Hessen-Nassau mit Sitz in Bad Ems.
Seit 1946 gehören Mülheim und Kärlich zum damals neu gebildeten Land Rheinland-Pfalz und seit der Verwaltungsreform des Landes von 1969 zum neuen Landkreis Mayen-Koblenz. Dieselbe Reform sah die Vereinigung der bis dahin eigenständigen Gemeinden vor. Mülheim zählte damals 6903, Kärlich 2663 Einwohner. Die Gemeinderäte beider Orte lehnten das Vorhaben der Landesregierung zunächst ab. Bei einer Bürgerbefragung im Januar 1969 stimmten jedoch knapp über 50 Prozent der Mülheimer dafür. Diesem Votum schloss sich nun auch die Ratsmehrheit an. In Kärlich dagegen sprachen sich nicht nur Bürgermeister und Gemeinderat, sondern auch 70 Prozent der Wahlberechtigten gegen die Zusammenlegung aus. Streit gab es zudem um den neuen, gemeinsamen Ortsnamen. Letztlich bestimmten der Landtag und der Innenminister von Rheinland-Pfalz, dass die beiden Orte am 7. Juni 1969 unter dem Namen Mülheim-Kärlich vereinigt wurden. Am 21. Juni 1996 erhielt Mülheim-Kärlich das Stadtrecht.

### Konfessionsstatistik
Im Juni 2005 gehörten 73,5 % der Einwohner der katholischen und 11,1 % der evangelischen Konfession an, 15,4 % waren konfessionslos oder gehörten zu anderen Glaubensgemeinschaften.
Ende März 2025 waren dagegen nur noch 47,2 % der Einwohner katholisch und 10,2 % evangelisch, während 42,6 % einer anderen Glaubensgemeinschaft angehörten oder konfessionslos waren. Demnach ist im beobachteten Zeitraum vor allem der Anteil der Katholiken an der Gesamtbevölkerung stark zurückgegangen.

### Einwohnerentwicklung
| Mülheim-Kärlich: Einwohnerzahlen von 2012 bis 2024 | Mülheim-Kärlich: Einwohnerzahlen von 2012 bis 2024 | Mülheim-Kärlich: Einwohnerzahlen von 2012 bis 2024 | Mülheim-Kärlich: Einwohnerzahlen von 2012 bis 2024 | Mülheim-Kärlich: Einwohnerzahlen von 2012 bis 2024 |
| -------------------------------------------------- | -------------------------------------------------- | -------------------------------------------------- | -------------------------------------------------- | -------------------------------------------------- |
| Jahr                                               |                                                    |                                                    |                                                    | Einwohner                                          |
| 2012                                               | 2012                                               |                                                    | 10.848                                             | 10.848                                             |
| 2015                                               | 2015                                               |                                                    | 11.052                                             | 11.052                                             |
| 2020                                               | 2020                                               |                                                    | 11.185                                             | 11.185                                             |
| 2024                                               | 2024                                               |                                                    | 11.159                                             | 11.159                                             |
| Quelle(n): statistik.rlp.de                        |                                                    |                                                    |                                                    |                                                    |

## Politik

### Stadtrat
Der Stadtrat in Mülheim-Kärlich besteht aus 28 Ratsmitgliedern, die bei der Kommunalwahl am 9. Juni 2024 in einer personalisierten Verhältniswahl gewählt wurden, und dem ehrenamtlichen Stadtbürgermeister als Vorsitzendem.
Die Sitzverteilung im Stadtrat:
| Wahl | SPD | CDU | Grüne | FDP | FWG | Gesamt   |
| ---- | --- | --- | ----- | --- | --- | -------- |
| 2024 | 5   | 10  | –     | –   | 13  | 28 Sitze |
| 2019 | 8   | 9   | 2     | –   | 9   | 28 Sitze |
| 2014 | 8   | 13  | –     | –   | 7   | 28 Sitze |
| 2009 | 6   | 17  | –     | 1   | 4   | 28 Sitze |
| 2004 | 6   | 17  | –     | –   | 5   | 28 Sitze |

- FWG = Freie Wählergruppe Mülheim-Kärlich e. V.

### Bürgermeister
Stadtbürgermeister von Mülheim-Kärlich ist Gerd Harner (FWG). Bei einer Stichwahl am 16. Juni 2019 wurde er mit einem Stimmenanteil von 61,02 % gewählt, da bei der Direktwahl am 26. Mai 2019 keiner der ursprünglich drei Bewerber eine ausreichende Mehrheit erreicht hatte. Bei der Direktwahl am 9. Juni 2024 wurde er mit einem Stimmenanteil von 59,8 % gegen zwei Gegenkandidaten für weitere fünf Jahre im Amt bestätigt. Die Wahlbeteiligung lag bei 61 %.
Harner ist Nachfolger von Uli Klöckner (CDU), der das Amt 15 Jahre lang ausübte und bei den Wahlen 2019 nicht mehr antrat.

### Wappen
| Wappen von Mülheim-Kärlich | Blasonierung: „In Silber zwei schräggekreuzte schwarze Bischofsstäbe, deren Voluten in einem gleichschenkligen Kreuz enden, belegt mit einem durchgehenden roten Balkenkreuz, in dessen Querbalkenmitte ein ovales silbernes Mühleisen.“ |
| Wappen von Mülheim-Kärlich | Wappenbegründung: Das Mülheim-Kärlicher Wappen entstand Anfang 1970 aus der Kombination der Wappen beider Orte. Das durchgehende rote Balkenkreuz in Silber ist das Kreuz Kurtriers, zu dem beide Orte bis zum Ende des alten Reiches gehörten und das beide in gleicher Form und Größe in ihren ehemaligen Wappen trugen. Das Mühleisen aus dem Mülheimer Wappen, dort als schwarzes Mühleisen im rechten Obereck, weist auf die Mühlen hin, die einst hier standen. Die schräggekreuzten schwarzen Bischofsstäbe aus dem Kärlicher Wappen, dort über dem durchgehenden roten Balkenkreuz, beziehen sich darauf, dass die Kurfürsten und Erzbischöfe von Trier zeitweise im später zerstörten Kärlicher Schloss residierten. |

## Sehenswürdigkeiten

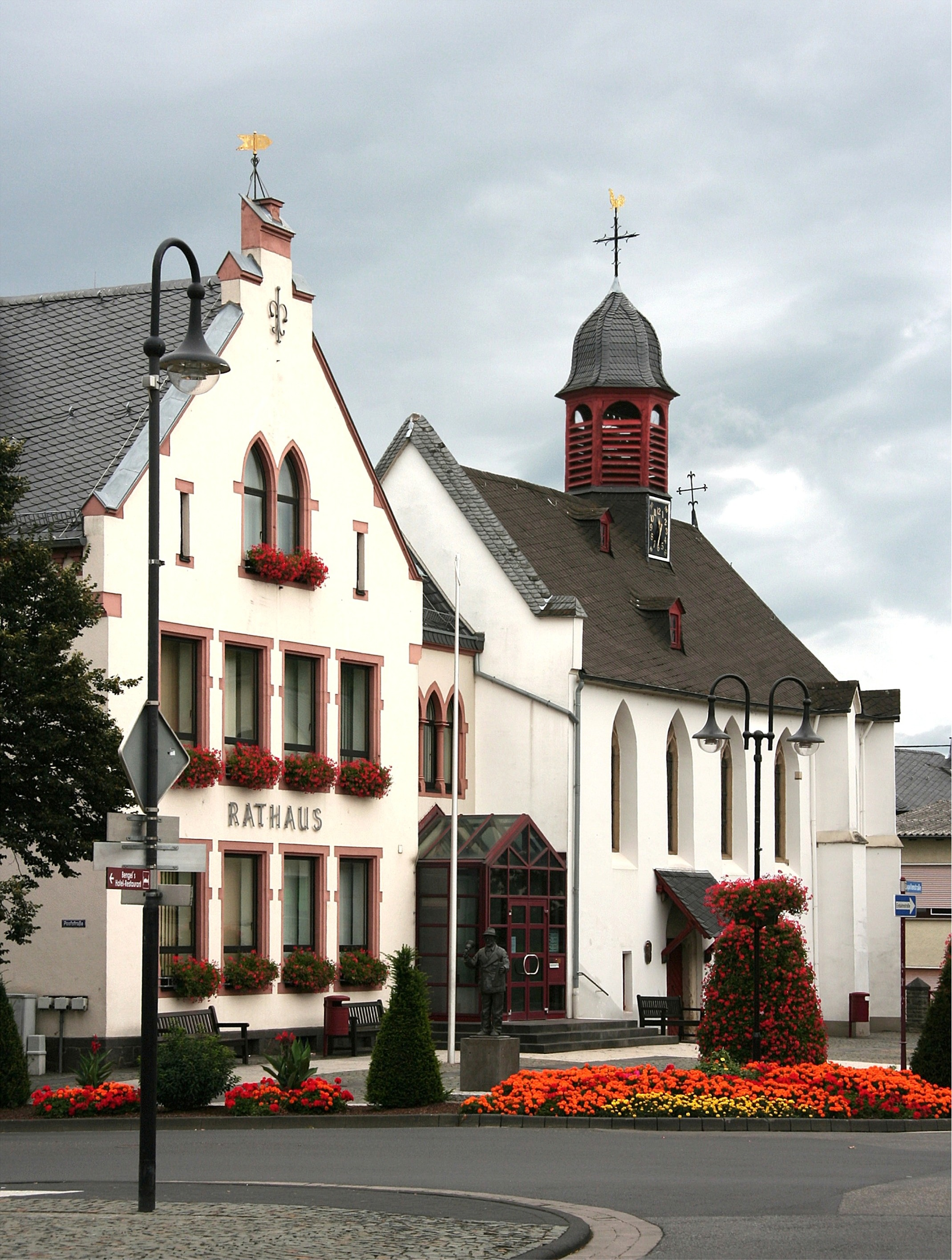
Rathaus und Alte Kapelle in Mülheim

### Alte Kapelle am Rathaus
Das älteste vollständig erhaltene Gebäude der Stadt ist die gotische Alte Kapelle neben dem Rathaus in der Kapellenstraße im Stadtteil Mülheim. Urkunden zufolge wurde das 14 × 5 Meter große Gebäude zwischen 1313 und 1318 erbaut. Der barocke Dachreiter stammt wahrscheinlich aus der Zeit um 1630. Die Kapelle war eine Stiftung des Mülheimer Priesters Johannes von Hußinden und seiner Schwestern, nach deren Tod sie bis 1803 an das Kartäuser-Kloster in Koblenz überging. Bis zum Bau der Mülheimer Pfarrkirche Ende des 19. Jahrhunderts war sie eine Filialkirche der Kärlicher Pfarrei. Danach wurde sie unter anderem als Schulraum genutzt. Heute dient sie als Fest- und Veranstaltungsraum sowie als Sitzungssaal des Stadtrats.

### Römische Villa

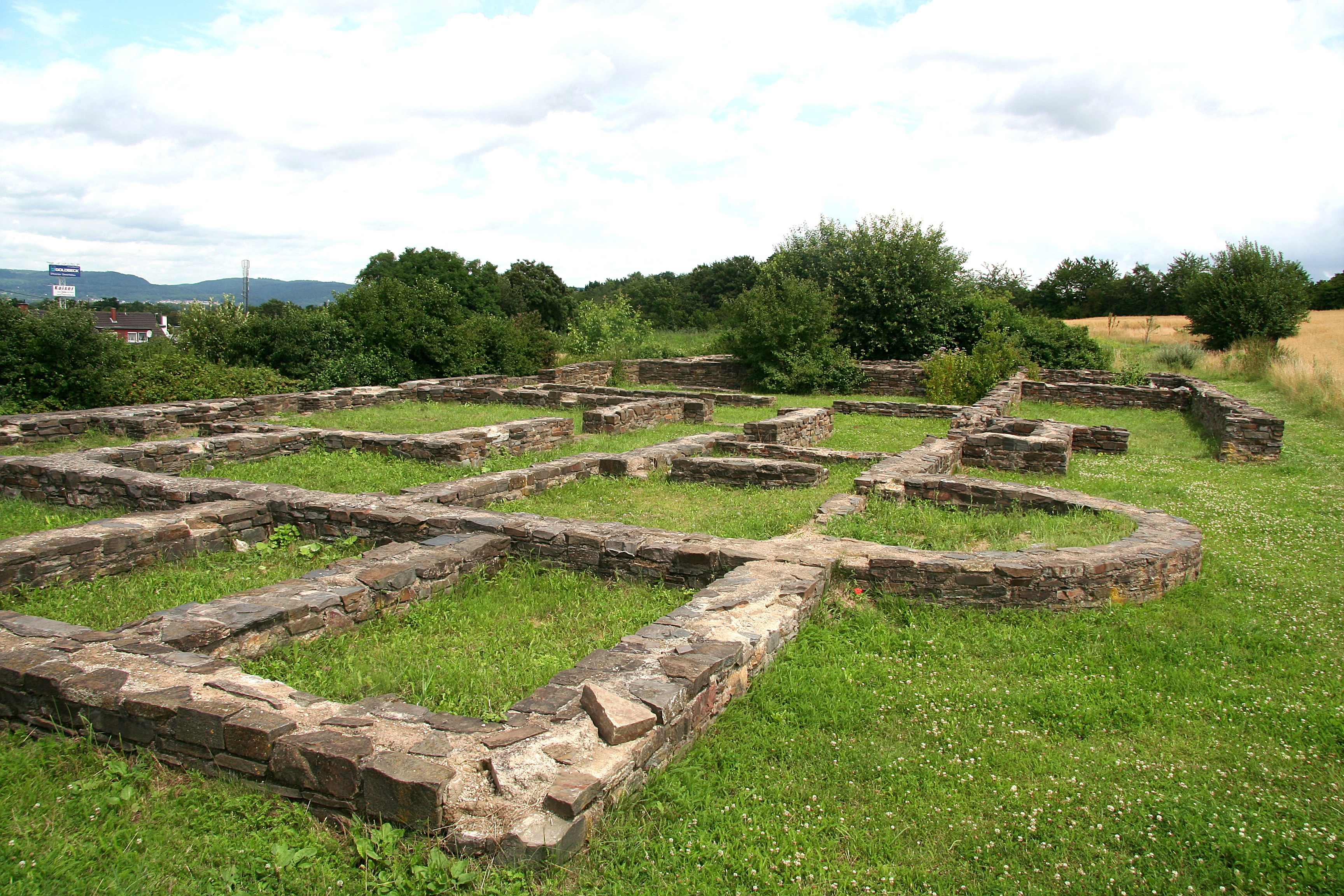
Grundmauern der Römischen Villa im Ortsteil Depot

Aus der Zeit zwischen dem 2. und 3. Jahrhundert n. Chr. sind in Mülheim-Kärlich an der Jungenstraße im Stadtteil Depot Grundmauern einer römischen Villa rustica erhalten. Sie kamen 1983 bei der Bimsausbeute zu Tage und wurden 1995 bis zu einer Höhe von 80 cm restauriert. Auf diesen Mauern stand ein etwa 70 × 35 Meter großes Herrenhaus. Erkennbar ist noch der Badetrakt mit Fußbodenheizung (Hypokaustum) und Kaltwasserbecken dieses aufwendig gebauten Anwesens.

### Fachwerkhäuser

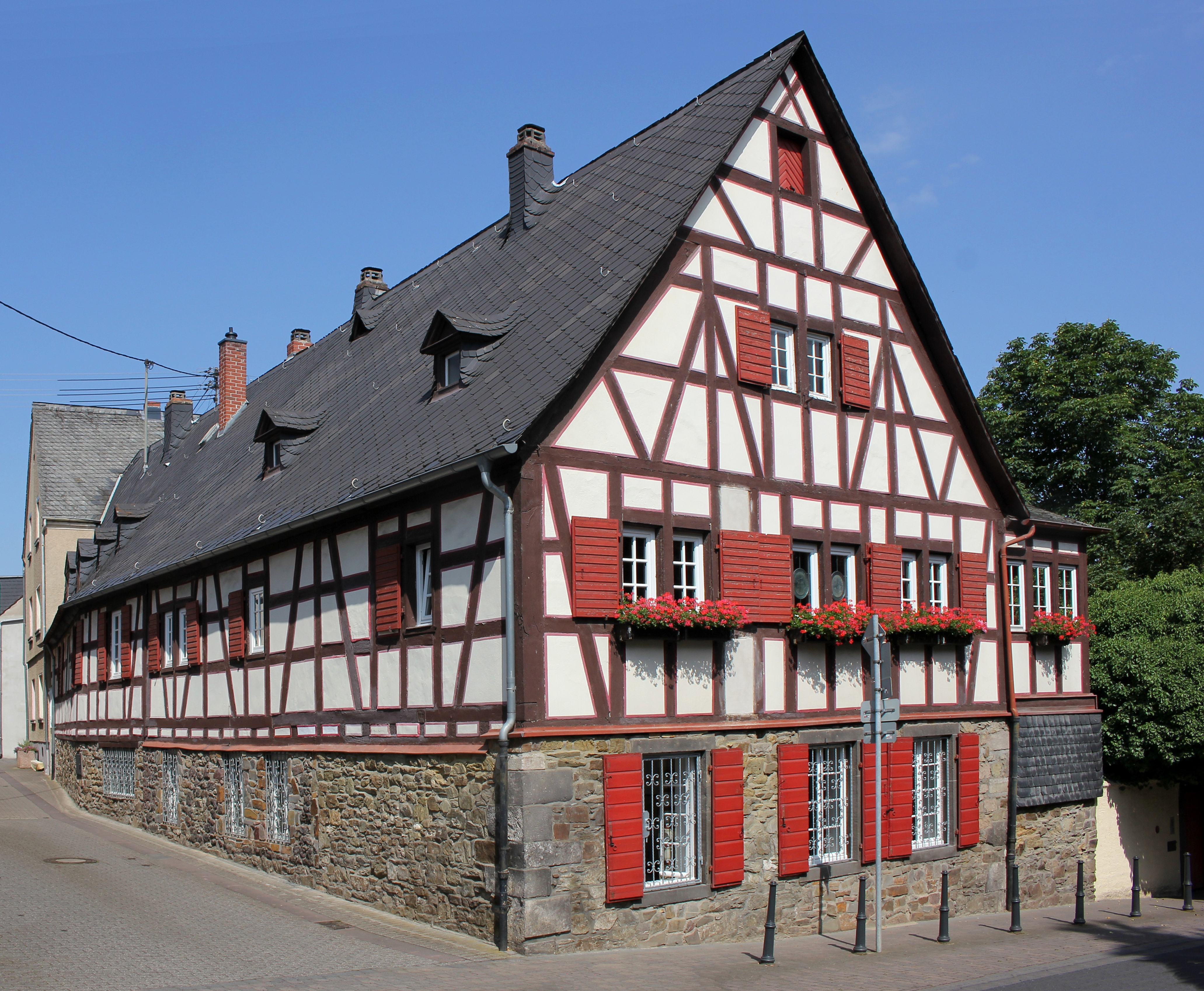
Burghof in Kärlich

In Mülheim-Kärlich stehen noch viele alte Fachwerkhäuser, die zum Teil originalgetreu restauriert wurden. Dazu gehört der kurfürstliche Burghof in der Burgstraße 9, der nach einer über dem Eingang eingemeißelten Jahreszahl vermutlich 1710 erbaut oder erweitert wurde. Urkunden über die Besitzverhältnisse deuten jedoch darauf hin, dass sein Ursprung viel weiter zurückreicht. Die Grundmauern des Burghofs und das äußere Mauerwerk bis zum Obergeschoss bestehen aus Bruchstein, auf dem sich das Fachwerk aufbaut. Die Innenwände des Untergeschosses sind ebenfalls als Fachwerk ausgeführt. Unter dem Haus befinden sich zwei Keller mit Bruchsteingewölbedecken.

### Obstlehrpfad
Im Flurbereich „In der Pötsch“ am Hang des Rübenacher Berges wurde im Jahr 2000 ein Obstlehrpfad mit über 250 Bäumen und Sträuchern angelegt. Gruppen und Einzelpersonen können die Anlage auf Anfrage bei der Stadtverwaltung besichtigen. Auf dem Gelände befindet sich auch eine Schutzhütte.

## Sakrale Bauten und Einrichtungen

### Pfarrkirche St. Mauritius Kärlich

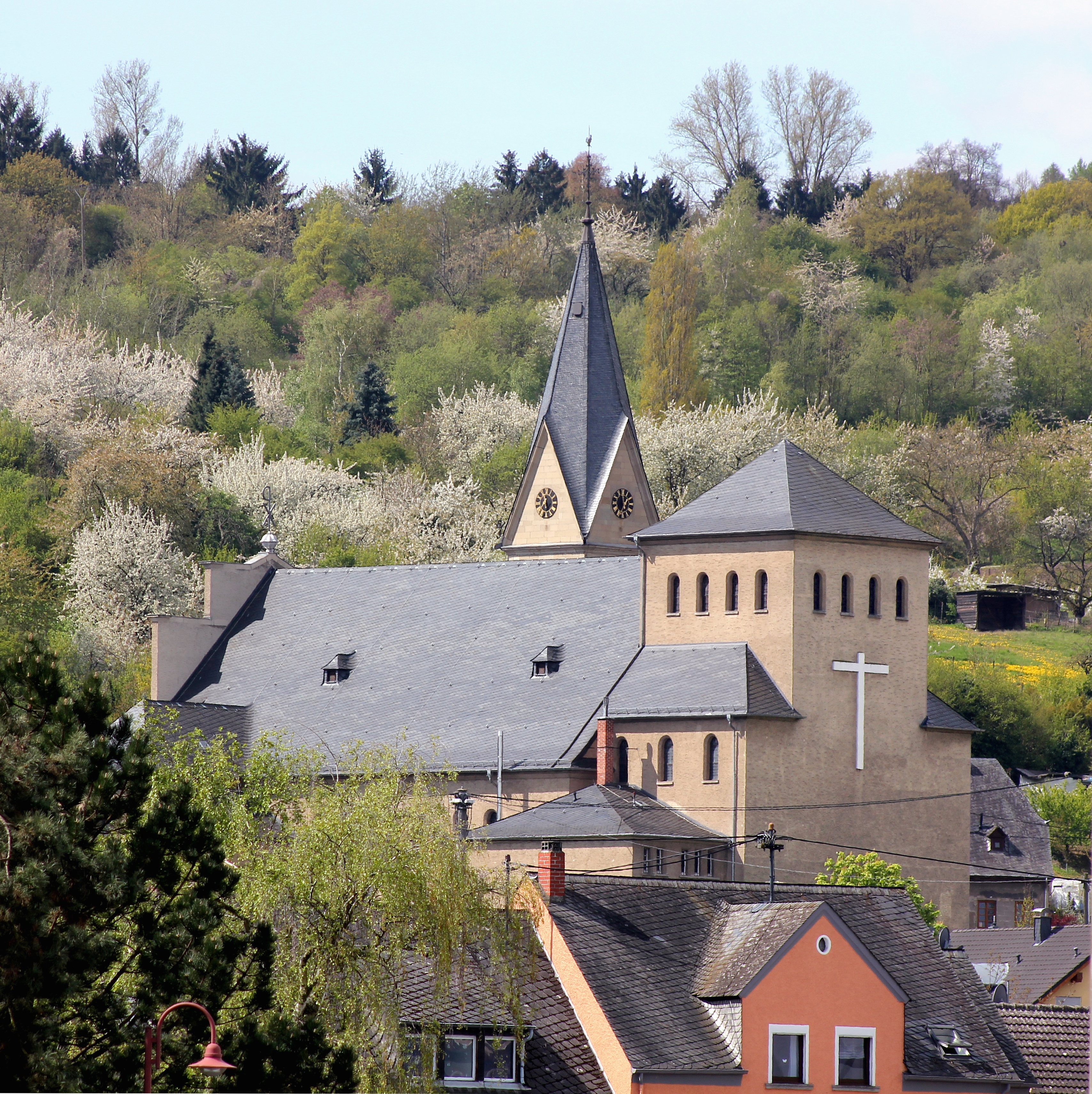
St. Mauritius Kärlich, Blick von Nordosten

Ältester Sakralbau ist die katholische Pfarrkirche St. Mauritius im Stadtteil Kärlich, die in Verbindung mit der Einverleibung in das Stift St. Florin in Koblenz am 10. März 1217 erstmals urkundlich belegt ist. Aus dieser Zeit stammen der romanische Ostchor und Mauerreste einer seitlichen Apsis, die 1976 bei Bauarbeiten entdeckt wurden. An der Nordseite des Chors ist eine gotische Kapelle aus dem 15. Jahrhundert angebaut. 1903 erhielt die Kirche, deren Langhaus nach der Zerstörung im Dreißigjährigen Krieg im Barockstil wiederaufgebaut worden war, einen von Norden und Westen her weithin sichtbaren neoromanischen, 42 Meter hohen Glockenturm. Das alte Langhaus der Kirche ist nicht erhalten; es wich dem 1931/32 errichteten Neubau der Architekten Ludwig Becker und Anton Falkowski.

### Pfarrkirche Maria Himmelfahrt Mülheim

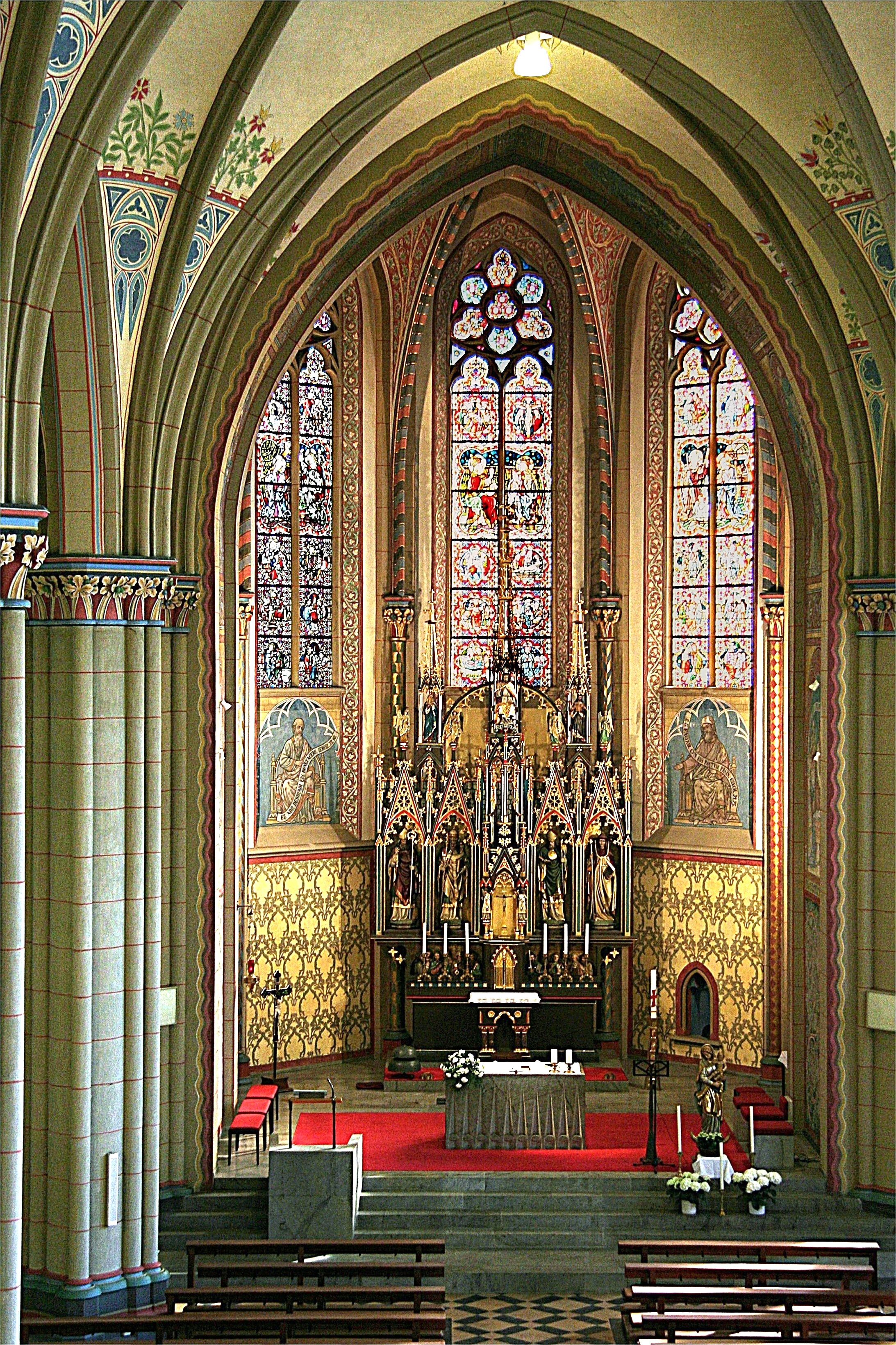
Chor und Altar der Mülheimer Pfarrkirche

Auf einer Terrasse zwischen Bassenheimer Straße und Bachstraße wurde in den Jahren von 1888 bis 1890 die katholische Pfarrkirche Maria Himmelfahrt errichtet, die bis heute das Stadtbild prägt. Architekt der dreischiffigen neugotischen Hallenkirche und des schon 1885 erbauten Pfarrhauses war Caspar Clemens Pickel aus Düsseldorf. Die Kirche ist 56,5 Meter lang, 34,5 Meter breit und hat einen 60 Meter hohen Glockenturm. Die Weihe erfolgte am 2. Mai 1891. Mülheim, kirchlich bis dahin eine Filialgemeinde von Kärlich, wurde 1887 zur eigenständigen Pfarrei erhoben. Erster Pfarrer war Heinrich Rödelstürtz. Die Kosten für den Kirchenneubau – rund 200.000 Mark – wurden hauptsächlich durch Spenden aufgebracht.

### Pfarrkirche St. Peter und Paul
Im Juni 1959 wurde im Stadtteil Urmitz-Bahnhof die Pfarrei St. Peter und Paul gegründet, nachdem in der Zeit von Januar 1957 bis Juni 1958 an der Stelle einer Notkapelle die Pfarrkirche gebaut worden war. Dieser Bau nach Plänen der Architekten Craemer (Trier) und Hofmann (Darmstadt) galt als ein Werk, „das in seiner Anlage und Konstruktion zu den modernsten des Rheinlandes gehört.“ Auffälligstes architektonisches Merkmal außen war das Tonnengewölbe, das dem Gebäude schnell den Namen „Fasskirche“ einbrachte und nicht den Vorstellungen der Gemeindemitglieder entsprach. Kritisiert wurde außerdem die überwiegende Verwendung von Beton statt des von der kirchlichen Behörde verworfenen heimischen Bimssteins, der weitgehend gestiftet worden wäre. Der moderne Bau erwies sich innerhalb kurzer Zeit als mangelhaft, sodass insbesondere das Tonnengewölbe wegen seiner Undichtigkeit 1973 mit einer Stahlkonstruktion und einem Satteldach überspannt wurde.

### Kapelle Am Guten Mann
Außerhalb der städtischen Bebauung unmittelbar am Rhein steht die Kapelle Am Guten Mann. Sie ersetzte 1838 einen Vorgängerbau, der zu dem seit 1162 bestehenden Siechenhaus gehört hatte und im Zuge der Französischen Revolution zerstört worden war. Architekt der neuen Kapelle war Johann Claudius von Lassaulx, auf dessen Arbeit die kleinen Bögen unterhalb des Dachs sowohl an den Seitenwänden an der Altarapsis als auch am Giebel hindeuten.

### Historienstein zur Erinnerung an die Burgkapelle

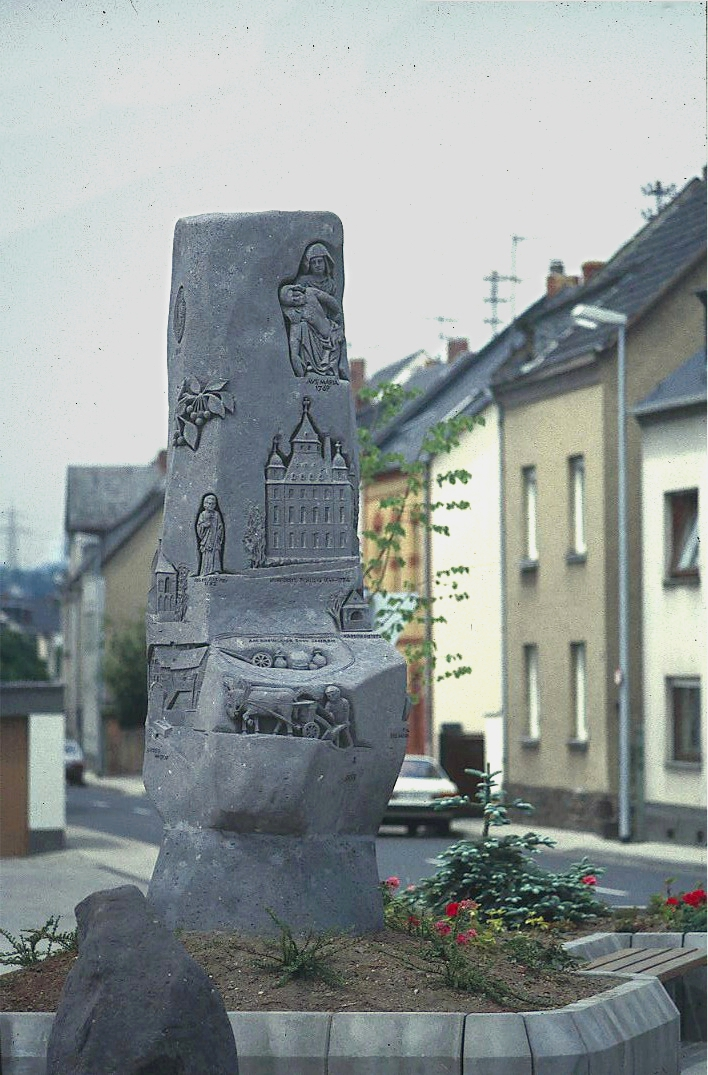
Historienstein 1985 an seinem ursprünglichen Standort auf dem Raiffeisenplatz

Zur Erinnerung an die 1769 erstmals urkundlich erwähnte Burgkapelle stand seit 1985 auf dem Raiffeisenplatz in Kärlich ein von dem Kottenheimer Bildhauer Paul Milles geschaffener Historienstein. Die Kapelle war 1972 als Verkehrshindernis an einer Straßenkreuzung abgerissen worden. Wegen Baumaßnahmen und Neugestaltung des Raiffeisenplatzes erhielt der Stein 2021 einen neuen Standort wenige Meter entfernt auf dem Schlossplatz in der Nähe der Christophorusschule. Hauptmotiv des Steins ist eine Pietà, die einer alten Statue aus der Kapelle nachgebildet ist, darunter ein Bild des Kärlicher Schlosses und eine Darstellung der Burgkapelle. Weitere Reliefs erinnern an den im Kärlicher Schloss zum Priester geweihten Märtyrer Franz-Josef Pey, des Weiteren zeigen sie die Andeutung archäologischer Funde, einen Bauern mit Pflug, das alte Schöffensiegel von Kärlich, die für Mülheim-Kärlich typischen Kirschen, die möglicherweise um 940 gegründete Kärlicher Kirche im Bauzustand von 1900, die Kapelle am Guten Mann und den „Troch“ (Trog), die einstige Viehtränke. Weitere Bilder auf der Säule sind das Kärlicher Wappen, die Tongrube mit der Drahtseilbahn, die bis 1965 den Ton vom Berg zur Verladestation am Rhein und in die Schamottefabrik in Urmitz-Bahnhof transportierte, ein Steppenelefant und ein Faustkeil. Die beiden Letzteren stehen für eine mehrere hunderttausend Jahre alte Geschichte.

### Dreifaltigkeitskapelle
Die Dreifaltigkeitskapelle am westlichen Ortsausgang wurde 1801 an der Stelle eines Bildstocks gebaut. Ihren Namen erhielt sie nach einem Relief der Taufe Jesu im Jordan, einer der bekanntesten Darstellungen der Dreifaltigkeit Gottes. Dieses Bild wurde 1963 aus der Kapelle gestohlen, einige Jahre später wiedergefunden und zunächst in einem Privathaus aufbewahrt. Seit 1999 steht es in der Kärlicher Kirche.

### Friedenskirche

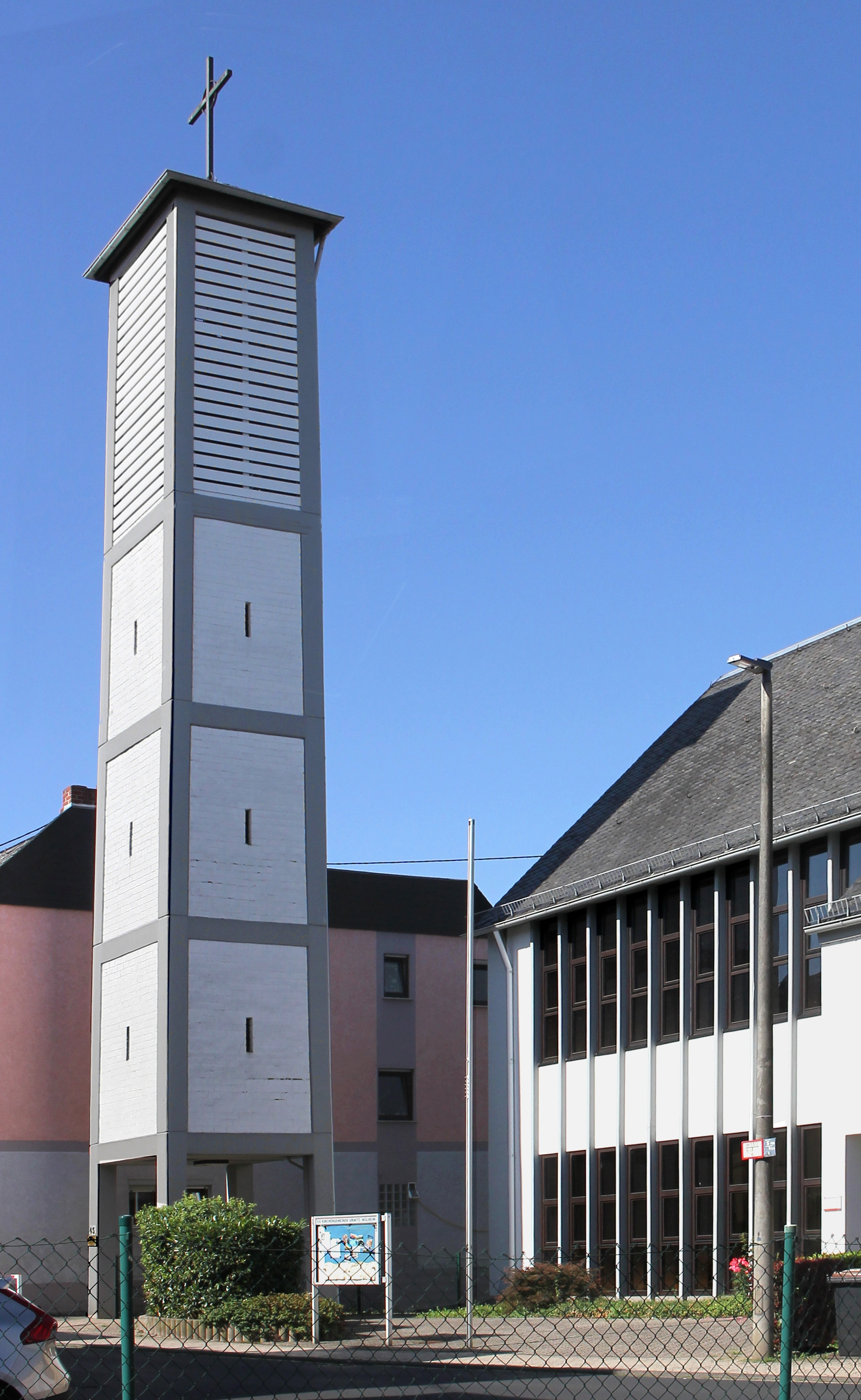
Friedenskirche

Die Friedenskirche in der Poststraße ist das Gotteshaus der Evangelischen Kirchengemeinde Urmitz-Mülheim. Bis zum Ende des Zweiten Weltkriegs lebten sowohl in Mülheim als auch in Kärlich nur wenige Protestanten. Das änderte sich erst durch den Zuzug von Heimatvertriebenen aus den früheren deutschen Ostgebieten. Daher gründeten die evangelischen Christen am 1. April 1950 eine eigenständige Gemeinde. Zehn Jahre später errichteten sie die Friedenskirche, die 1964 auch einen Glockenturm erhielt. Das nahegelegene Paul-Gerhardt-Haus dient als Gemeindezentrum.

### Ehemaliger jüdischer Friedhof und Synagoge

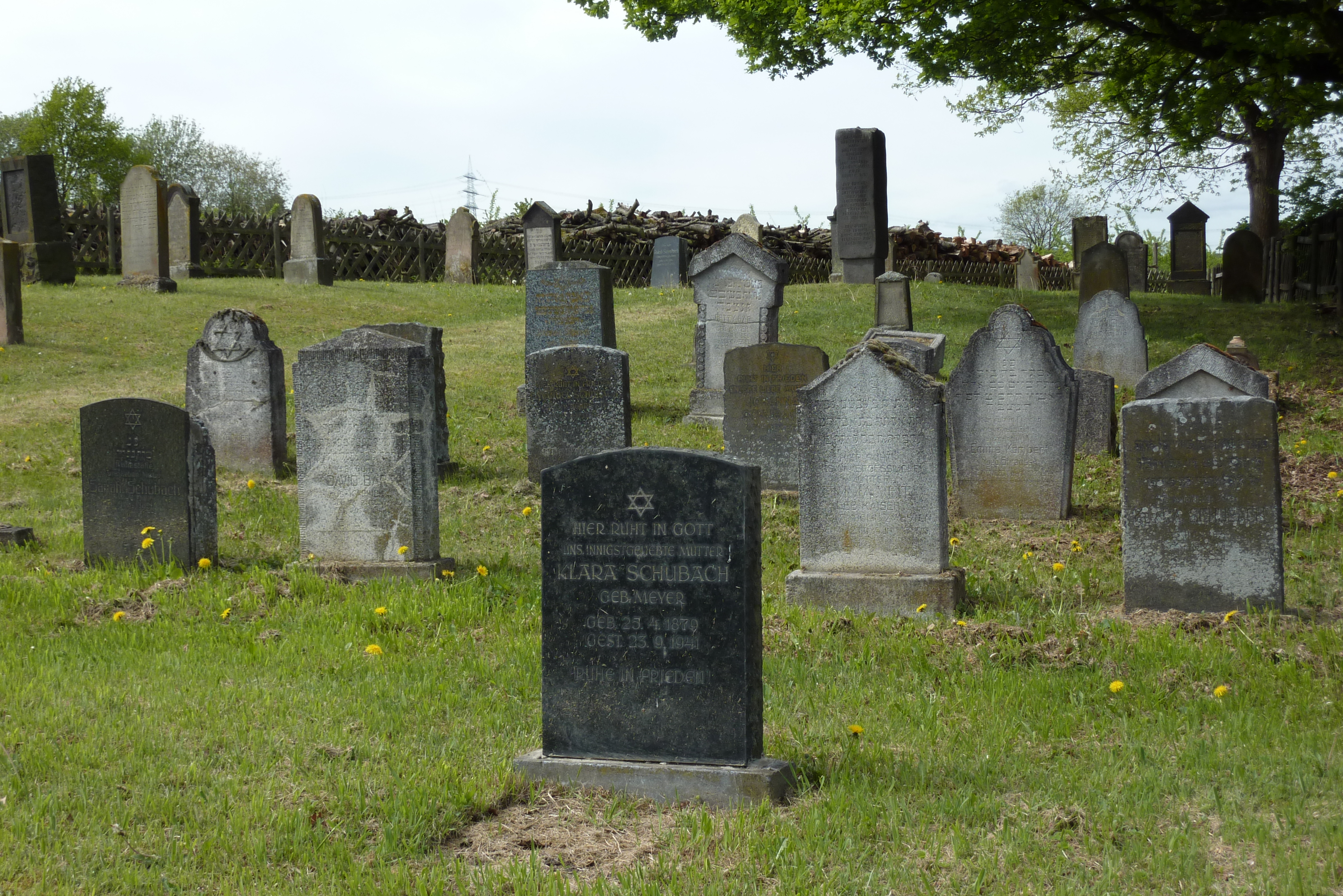
Jüdischer Friedhof in Mülheim

Zu den geschützten Kulturdenkmälern der Stadt gehört der ehemalige jüdische Friedhof von Mülheim am südlichen Ortsrand. Er wurde im 19. Jahrhundert angelegt und bis zur Deportation der Mülheimer Juden in der Zeit des Nationalsozialismus genutzt. Das letzte Begräbnis fand im Jahr 1941 statt. Auf dem 773 m² großen Gelände stehen 15 Grabsteine und ein Gedenkstein, der an die ausgelöschte jüdische Gemeinde erinnert und die Namen der deportierten und ermordeten Juden aus Mülheim-Kärlich auflistet.
Zur Erinnerung an die jüdische Gemeinde und an das Schicksal der jüdischen Bevölkerung wurde am 9. November 2022 nahe dem Standort der während der Pogromnacht von 1938 zerstörten Mülheimer Synagoge ein Gedenkstein eingeweiht. Der Basaltblock, der auf der Oberseite das Relief einer Menora zeigt sowie eine kleine Gedenkplakette stehen im Zentrum eines Davidssterns, der in das umgebende Pflaster eingelassen ist. Der siebenarmige Leuchter und der Davidsstern sind wichtige Symbole des Judentums. Der Stein wurde auf Anregung von Privatpersonen errichtet und von dem Bildhauer Hans Loosen aus Mendig geschaffen.

## Schulen
In Mülheim-Kärlich gibt es drei Grundschulen sowie ein Schul- und Sportzentrum mit Gymnasium und Realschule plus, dessen Träger die Verbandsgemeinde Weißenthurm ist.

### Christophorusschule Kärlich

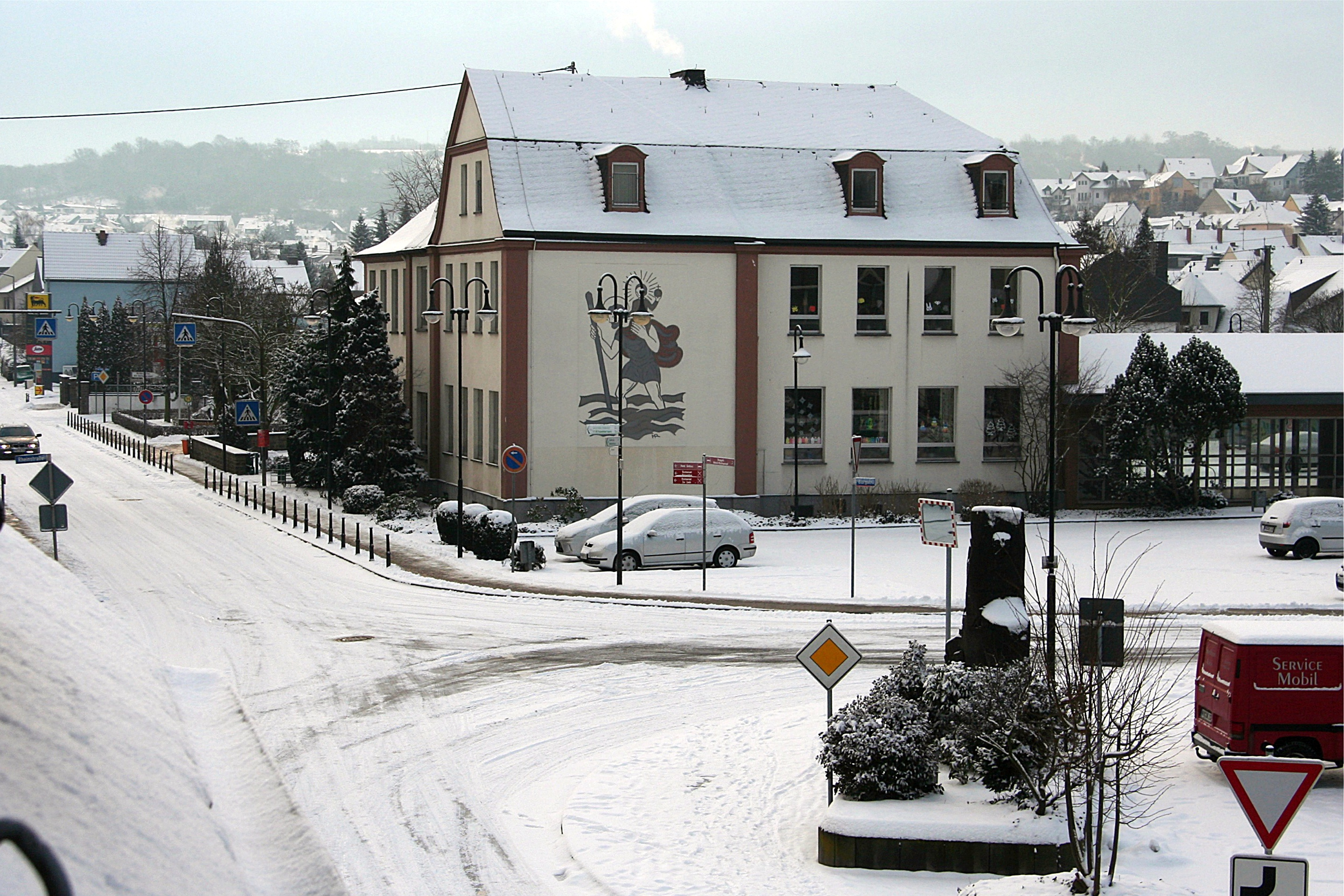
Christophorusschule im Januar 2010

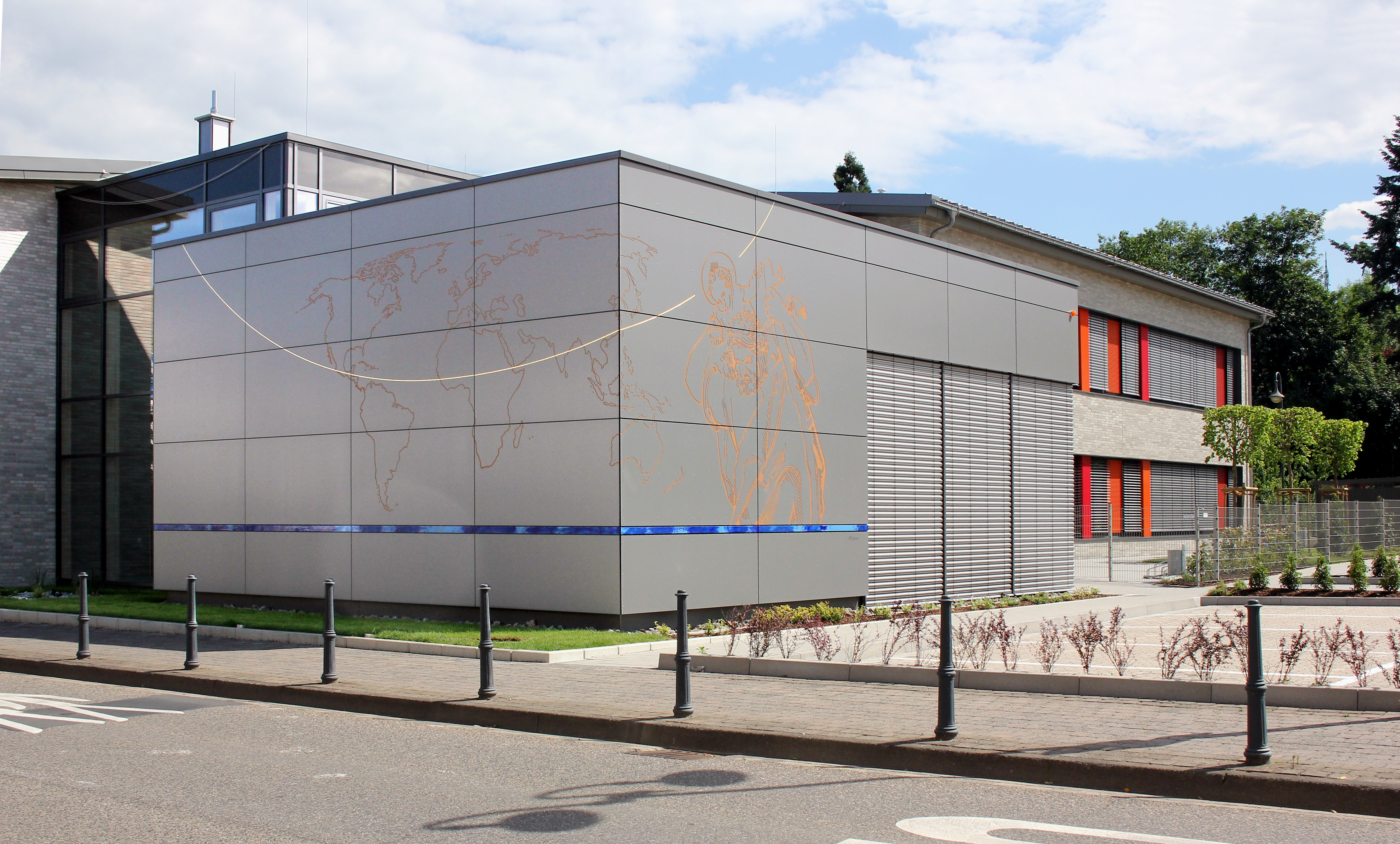
Neue Christophorusschule,
Nordwestseite

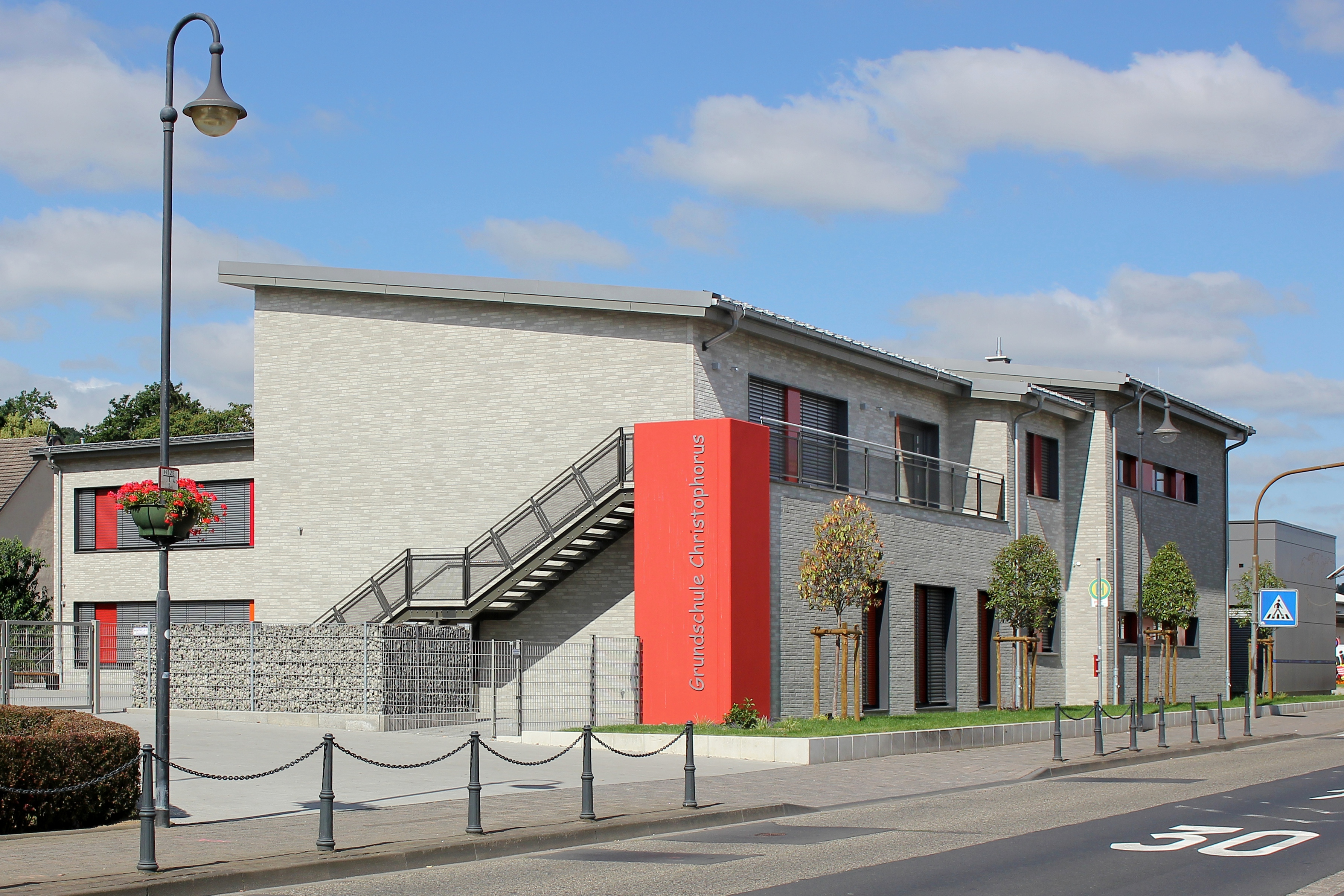
… Nordostseite

Für 1702 ist ein erstes Schulhaus in Kärlich nachgewiesen, das 1728 abbrannte. Möglicherweise wurde es wieder hergerichtet, denn ein neues Schulgebäude entstand erst 1818 in der Mülheimer Straße 10. Dieser Bau wurde 1833 erweitert, sodass eine Klasse nur für Mädchen eingerichtet werden konnte.
1907 baute die Gemeinde ein neues Schulhaus mit Lehrerwohnungen an der Ecke Bahnhof- und Burgstraße (heute Clemens- und Burgstraße). Diese Schule war nur für Knaben bestimmt, während die Mädchen bis zur Errichtung eines Anbaus im Jahr 1935 in der Mülheimer Straße blieben. Eine Bombe, die am 1. Januar 1945 auf das Nachbargrundstück fiel, beschädigte das Gebäude, sodass es erst ab Mai 1945 wieder genutzt werden konnte. Nach Kriegsende nutzten für kurze Zeit französische Besatzungssoldaten die Schule. Sie zerstörten Mobiliar, Lehr- und Lernmittel, sodass der Schulbetrieb mit acht Klassenstufen erst am 1. Oktober 1945 wieder aufgenommen werden konnte. In den folgenden 20 Jahren wurde das Gebäude mehrfach renoviert. Am 18. Dezember 1965 erhielt die katholische Volksschule Kärlich den Namen „Christophorusschule“. Ein Sgraffito des heiligen Christophorus auf der Westseite des Gebäudes schuf der Kunstmaler und Lehrer Hermann Ruff (* 1899 in Hechingen; † 1983 in Schweich).
Im Jahr 2012 stellte das Materialprüfamt Neuwied fest, dass das Fundament des Altbaus der Christophorusschule instabil und das Mauerwerk im jüngeren Anbau zu schwach war. Daher wurde das Gebäude aus Sicherheitsgründen für den Schulbetrieb gesperrt und der Unterricht in mobile Klassenräume verlegt. Ende 2012 beschloss der Stadtrat, das Haus abzureißen und ein neues zu bauen. Nach dem Abriss im August 2013 begann im September 2015 der Neubau; Grundsteinlegung war am 6. November 2015. Nach einer Bauzeit von 21 Monaten wurde die neue Schule unter dem geänderten Namen „Grundschule Christophorus“ am 20. Mai 2017 eingeweiht. Die Baukosten betrugen 4,5 Millionen Euro; davon trug die Stadt Mülheim-Kärlich 2,3 Millionen Euro. Architektin war Raphaela Adler, Verbandsgemeinde Weißenthurm. Pfarrerin Marina Stahlecker-Burtscheidt und Pastoralreferent Markus Annen sowie Schülerinnen und Schüler segneten die neue Schule ein.
Neben dem Haupteingang der Schule ist der Schutzheilige in einem neuen Bild dargestellt. Es ist eine Arbeit von Elke Pfaffmann und Stefan Kindel aus Offenbach an der Queich, deren Entwurf aus sechs Bewerbungen ausgewählt wurde. Die Linien der Darstellung sind in die Platten der Fassade eingefräst und werden unten von einem schmalen blauen Band aus emailliertem Stahlblech abgeschlossen. Das Band symbolisiert die Fluten, die Christophorus mit dem Jesuskind auf den Schultern durchschritt. Die Weltkarte an der Nordseite, durch eine Linie mit dem Kind verbunden, deutet an, dass Christus für alle Menschen da ist und die Last der Welt trägt, die nun auch auf Christophorus ruht.

### Grundschule Mülheim

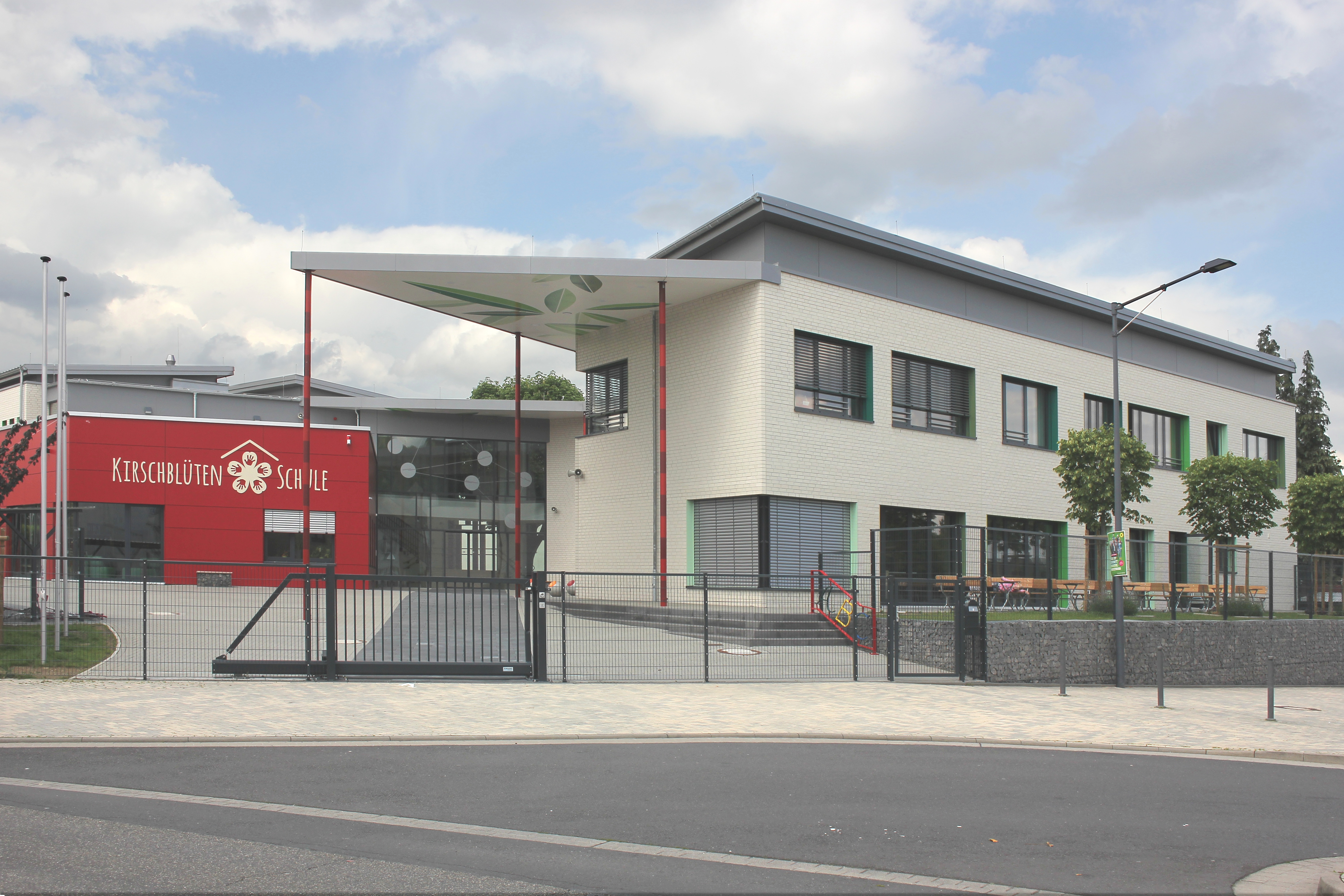
Kirschblütenschule im Stadtteil Mülheim

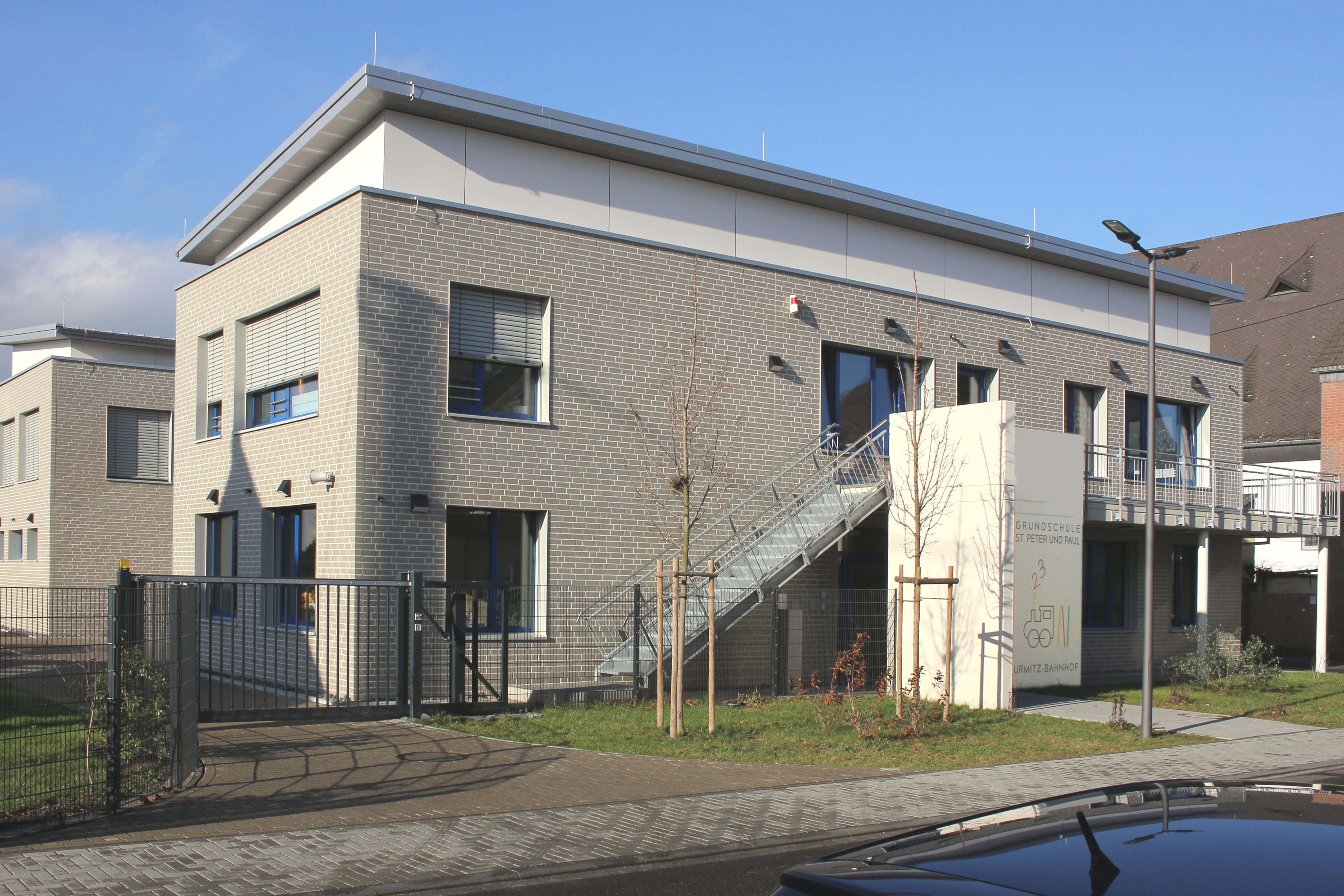
Grundschule St. Peter und Paul im Stadtteil Urmitz-Bahnhof

Bis 1813 besuchten die Mülheimer Kinder die Kärlicher Schule. Danach wurden sie in dem Fachwerkhaus an der Ecke Kapellen- und Bachstraße unterrichtet, in dessen erstem Stock ein Schulsaal eingerichtet wurde. 1821 baute die Gemeinde Mülheim ihr erstes eigenes Schulgebäude im Castorhof in der Kärlicher Straße. Dort befand sich auch die Lehrerwohnung und ein Raum für die Feuerspritze. 1878/79 entstand zusätzlich ein zweites Schulhaus in der Poststraße, das 1895 durch einen Bau neben der Alten Kapelle ergänzt wurde. Einzelne Klassen nutzten dieses Gebäude auch nach der Errichtung der neuen Schule in der Annastraße im Jahr 1932 weiter. 2015 wurde die Schule in der Annastraße wegen erheblicher baulicher Mängel abgerissen und 2016/17 durch einen Neubau ersetzt.

### Grundschule St. Peter und Paul in Urmitz-Bahnhof
Die Schule in Urmitz-Bahnhof wurde am 30. November 1899 eingeweiht. Unterrichtet wurden 63 Kinder aus acht Jahrgängen gemeinsam in nur einem Klassenraum. Vorher mussten sie zu Fuß nach Mülheim, Kärlich oder Urmitz zur Schule gehen. Bis 1908 stieg die Zahl der Kinder auf 98, sodass ein zweiter Schulraum und eine Lehrerwohnung angebaut wurden. 1964/65 wurde das Schulhaus umgebaut und 1976 noch einmal umgestaltet. 1989 erhielt die Schule den Namen „St. Peter und Paul“. Wie die Schulgebäude in Kärlich und Mülheim wurde auch sie wegen Sicherheitsbedenken im Sommer 2014 abgerissen.
Am 11. August 2018 wurde der Neubau der Schule eingeweiht.

### Schul- und Sportzentrum
Das Schul- und Sportzentrum Mülheim-Kärlich wurde im September 1979 mit einer fünf- bis sechszügigen Hauptschule eingeweiht. Träger dieser Schule, die auch von Schülern aus Bassenheim, Kaltenengers, St. Sebastian und Urmitz besucht wird, ist die Verbandsgemeinde Weißenthurm. Seit 2008 besteht die Realschule plus in Mülheim-Kärlich und nach den Sommerferien 2009 nahm das Gymnasium mit 85 Schülern die Arbeit auf, zunächst als Außenstelle des Wilhelm-Remy-Gymnasiums Bendorf. Mittlerweile wurde das Gymnasium als eigenständige Schule gegründet und trägt seit dem Jahr 2017 den Namen Mittelrhein-Gymnasium. Die Realschule plus heißt nach dem Beschluss des Verbandsgemeinderates vom September 2016 „Realschule plus an der Römervilla“.

## Kultur

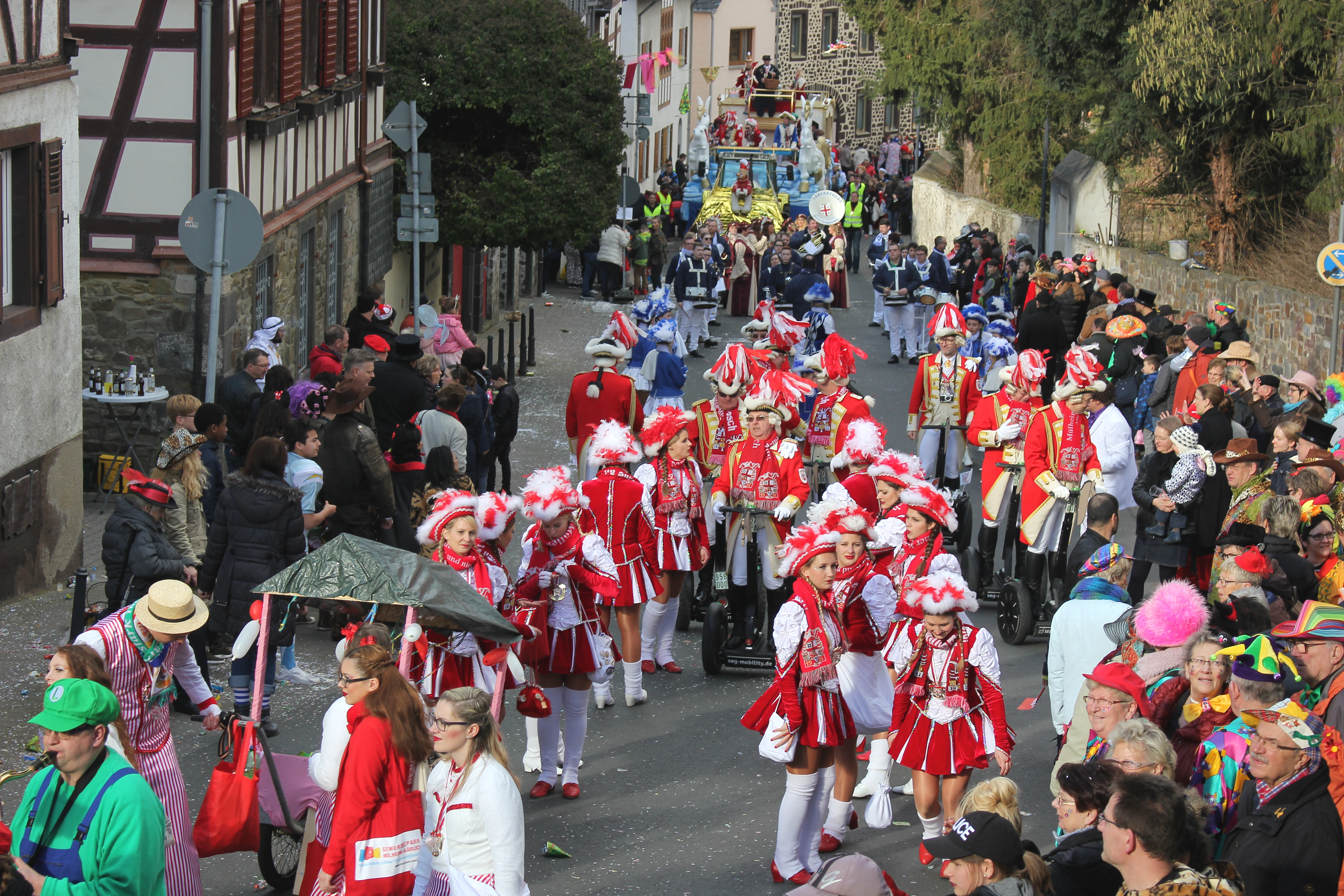
Fastnachtszug 2017

Mülheim-Kärlich verfügt über ein reges Vereinsleben, das seinen Höhepunkt in der Karnevalszeit erreicht. Anders als in den bekannteren Karnevalshochburgen im Rheinland bildet in Mülheim-Kärlich nicht der Rosenmontag, sondern der Schwerdonnerstag, die sogenannte Weiberfastnacht, den Höhepunkt der Saison. In Mülheim-Kärlich ist der größte Möhnenverein Deutschlands zu Hause. Unabhängig von den Möhnen gestaltet die Mülheimer Karnevals-Gesellschaft 1951 e. V. am Sonntag den Prinzenumzug, an dem sich auch zahlreiche weitere Ortsvereine und private Gruppen beteiligen. Die Kirmes- und Karnevalsgesellschaft Urmitz-Bahnhof hat ihren Umzug am Fastnachtsdienstag, im Wechsel mit dem Sonntagsumzug in Mülheim und Kärlich.
Seit Dezember 1919 besteht der Theater- und Heimatverein Mülheim-Kärlich, der insbesondere durch seine alljährlichen Märchenspiele in der Vorweihnachtszeit bekannt ist. Zu den weiteren Aufgaben des Vereins gehört die Pflege des heimatlichen Brauchtums.
1978 gründete die Kolpingsfamilie St. Mauritius Kärlich eine Theatergruppe, die seit 1984 jedes Jahr ab Ostern bis zu 18 Vorstellungen im Pfarrsaal der Kärlicher Kirche gibt. Die Gruppe führt vorwiegend Boulevardkomödien auf, mit denen sie ein Publikum weit über Mülheim-Kärlich hinaus erreicht. Den Einnahmenüberschuss verwendet die Kolpingsfamilie für soziale Zwecke. Im Mai 2016 erhielt die Kolping-Theatergruppe den Kulturförderpreis des Landkreises Mayen-Koblenz.

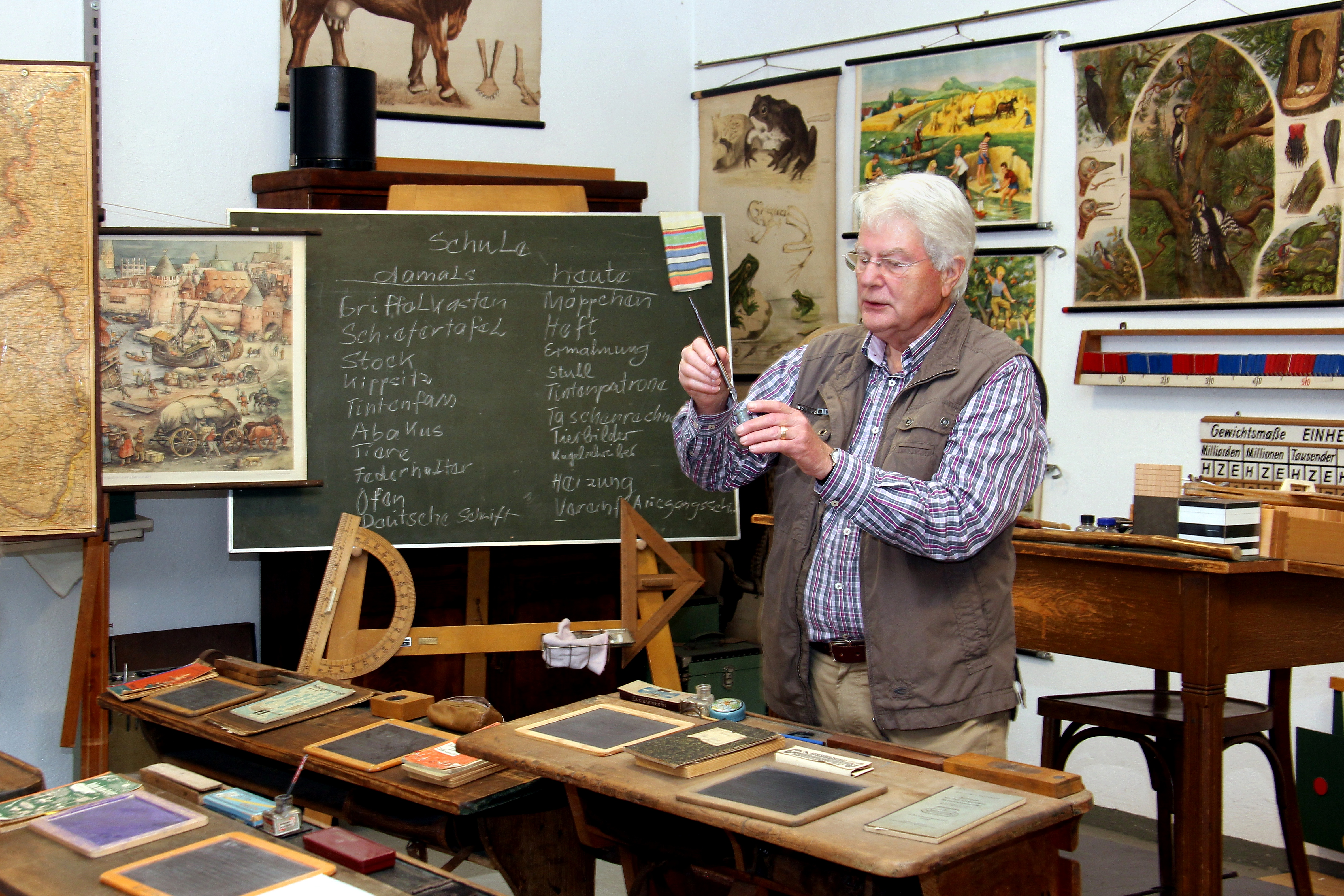
Klassenzimmer im Stadtmuseum

Gesang und Musik pflegen die Kirchenchöre der Pfarreien Kärlich, Mülheim und Urmitz-Bahnhof, der mehrfach mit dem Titel „Meisterchor des Chorverbandes Rheinland-Pfalz“ ausgezeichnete Männerchor „Cäcilia“, der MGV „Frohsinn 1901 Mülheim“, der Singkreis „Unisono“ und der Kolpingchor „pianoforte“ sowie der Musikverein „Harmonie“ Urmitz-Bahnhof, der Musikverein Frei-weg Mülheim und das Salonorchester Mülheim-Kärlich als Gruppe der Kolpingsfamilie; bis Sommer 2024 bestand außerdem der MGV „Liederkranz 1904 Kärlich“.
Seit 1985 hat der Ort ein kleines historisches Museum. In ihm sind erdgeschichtliche Funde sowie Altertümer aus Jungsteinzeit, Antike, Mittelalter und Neuzeit ausgestellt. Zu Letzterem gehört unter anderem ein altes Schulzimmer mit Doppelsitzerbänken, wie es bis in die 1950er Jahre nach Standard war. Im Jahr 2003 bezog das Stadtmuseum neue Räume im Gebäude der alten Schule und ehemaligem Feuerwehrhaus in der Poststraße. Zur gleichen Zeit wurde der Förderverein „Museumsfreunde Mülheim-Kärlich“ gegründet. Am 31. Mai 2017 wurde das Museum mit dem Kulturförderpreis des Landkreises Mayen-Koblenz ausgezeichnet.

## Sport
Mehrere Sportvereine sind in Mülheim-Kärlich tätig, unter anderem die Turnvereine TV 05 Mülheim und TV Kärlich 08/68 sowie der Fußballverein SG 2000 Mülheim-Kärlich 1921 e. V., ein Zusammenschluss der beiden Vereine SSV Mülheim-Kärlich und SSV Urmitz/Bhf. B. Den bisher größten sportlichen Erfolg erzielte der TV Kärlich, als die B-Jugend des Vereins 1974 in Fürth deutscher Meister im Handball wurde. 1980 entstand aus dem TV Mülheim und dem TV Kärlich die HSG Mülheim-Kärlich (Handballspielgemeinschaft), an der sich ab 1991 der TV Bassenheim beteiligte. Drei Jahre lang spielte die HSG in der zweiten Bundesliga, bevor finanzielle Schwierigkeiten 2009 zur Auflösung führten. Den Handballsport setzt seitdem der TV Mülheim fort und hält darüber hinaus wie der TV Kärlich ein vielfältiges Angebot im Breitensport bereit.
Seit 1974 besteht der Tennisclub Mülheim-Kärlich e. V. (TCMK) mit einer eigenen Sportanlage an der Heeresstraße. Er gehört dem Tennisverband Rheinland an und unterhält (Stand: 2016) insgesamt 23 Teams, darunter 10 Jugendmannschaften.
1991 wurde das Freizeitbad Tauris in Mülheim-Kärlich eröffnet.

## Wirtschaft und Verkehr
Traditionell waren Mülheim und Kärlich landwirtschaftlich geprägt. Im 19. Jahrhundert kamen der Abbau von Bims und Ton als bedeutende Wirtschaftszweige hinzu. Das seit Ende der 1960er Jahre entstandene Gewerbegebiet profitiert von der verkehrsgünstigen Lage Mülheim-Kärlichs.

### Landwirtschaft
Die Landwirtschaft ist nach wie vor von Bedeutung für den Ort: Das Gebiet um Mülheim-Kärlich ist das größte zusammenhängende Obstanbaugebiet der Region. Vor allem werden Süßkirschen und Schattenmorellen angebaut.

### Tonbergbau
Der Ton wurde zunächst in Glockenschächten unter Tage gewonnen; nach tödlichen Unfällen wurde diese Art des Abbaus aber eingestellt. 1892 begann der Tagebau in der Grube auf dem Kärlicher Berg südlich der damaligen Gemeinde und heutigen Stadtteils Kärlich. Der Rohstoff wird sowohl an Abnehmer im In- und Ausland geliefert als auch in der ortsansässigen Fabrik der 1867 gegründeten Kärlicher Ton- und Schamottewerke (KTS) im Stadtteil Urmitz-Bahnhof zu feuerfestem Stein gebrannt. Anfangs transportierten Pferdefuhrwerke den Ton von der Grube zur Fabrik, bis 1919 eine Drahtseilbahn und in Verbindung damit eine Schiffsverladestelle am Rhein in Betrieb genommen wurden. 1965 lösten LKWs die Seilbahn ab. In der Grube arbeiten nur noch vier bis fünf Personen. Mit Scrapern und seit etwa 2005 stattdessen mit Löffelbagger, Dumper und Planierraupen bauen sie jährlich rund 50.000 Tonnen Ton ab und rekultivieren das Gelände anschließend. Um 1900 leisteten je nach Bedarf 200 bis 300 Männer die vergleichbare Arbeit von Hand.

### Handel und Dienstleistung

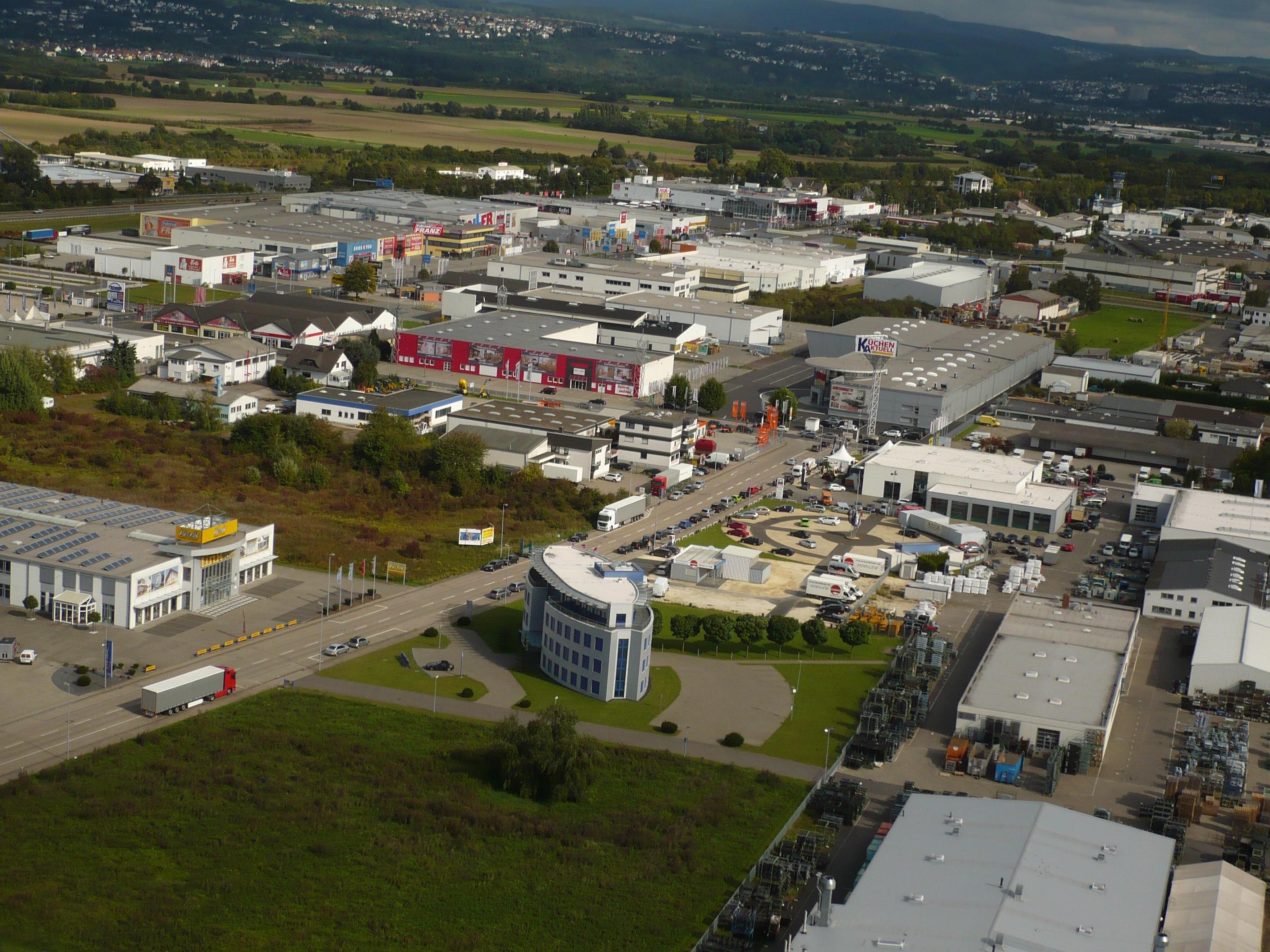
Gewerbepark Mülheim-Kärlich

Heute prägen überwiegend Handel, Dienstleistung und produzierendes Gewerbe das Gesicht der jungen Stadt. Während der Amtszeiten des letzten Mülheimer Bürgermeisters Andreas Nickenig und des ersten Mülheim-Kärlicher Bürgermeisters Philipp Heift entstand ab 1967 ein Gewerbegebiet, in dem heute rund 300 Betriebe mit mehr als 6000 Arbeitsplätzen ansässig sind. Der Gewerbepark Mülheim-Kärlich zählt mit über zwei Quadratkilometern zu den größten seiner Art im Bundesgebiet. 2005 wurde er um zusätzliche Flächen erweitert.

### Kernkraftwerk

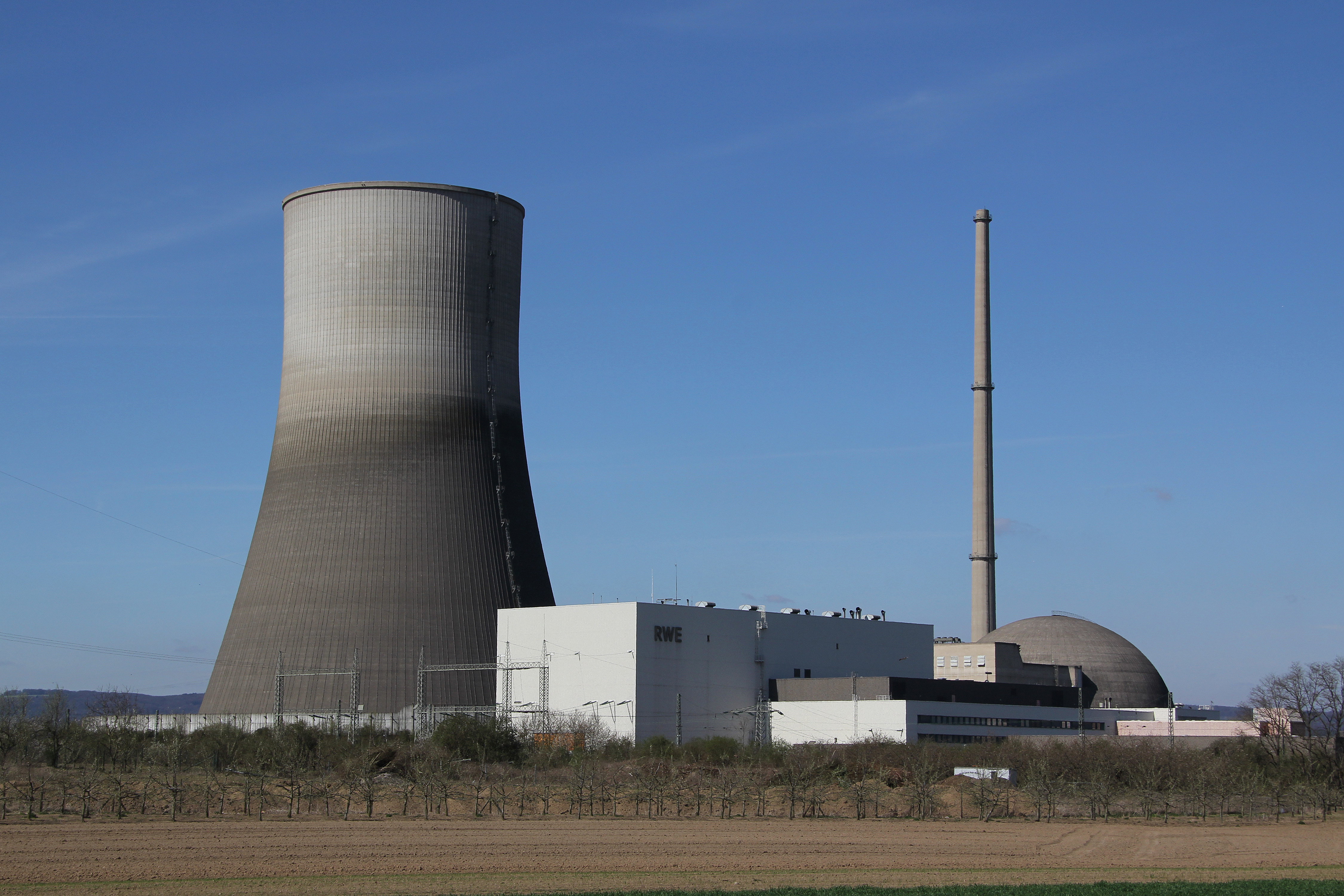
KKW Mülheim-Kärlich vor Beginn der Abrissarbeiten

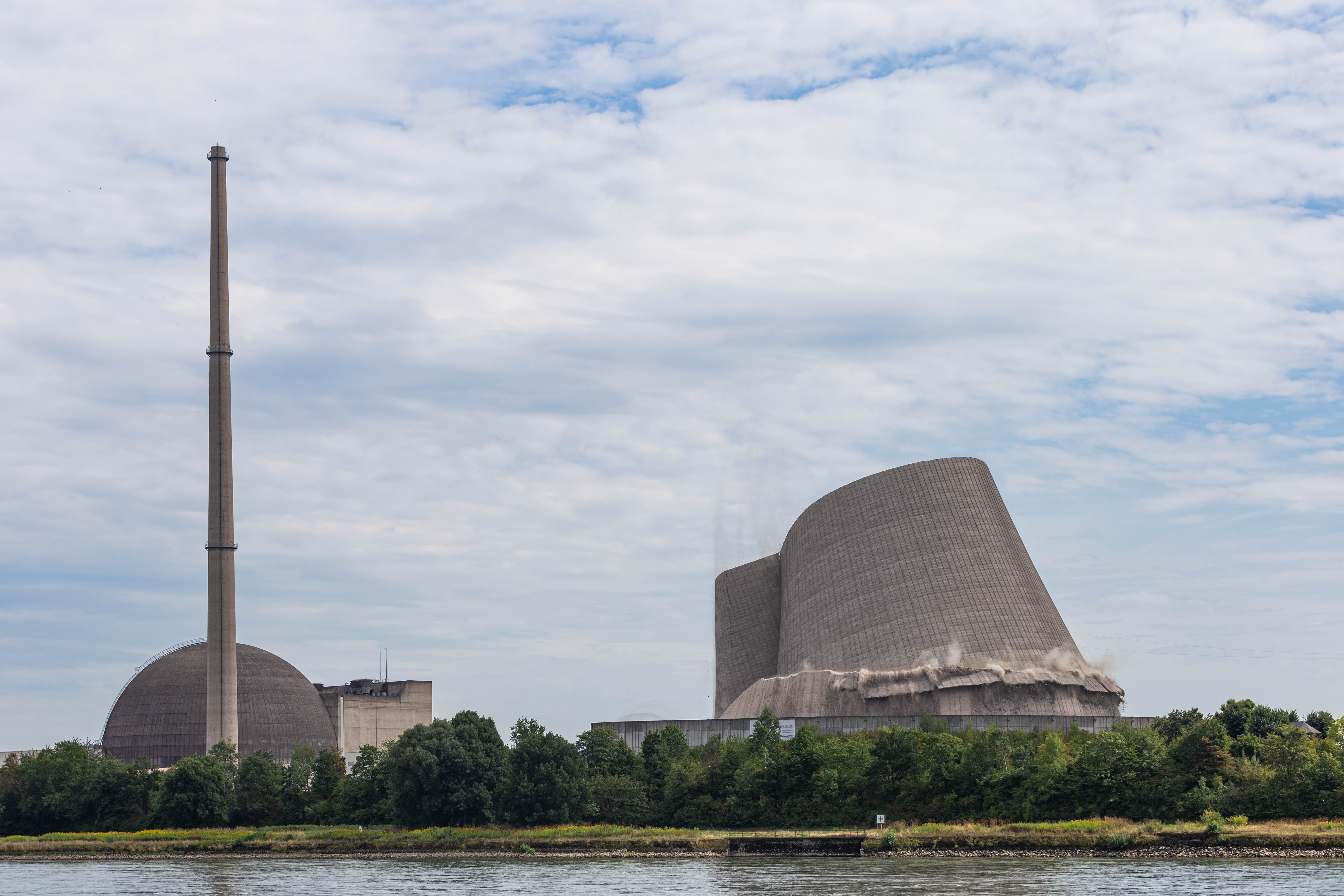
Sprengung des zum Teil bereits abgerissenen Kühlturms am 9. August 2019

Überregional wurde der Ort in den letzten Jahrzehnten als Standort des Kernkraftwerks (KKW) Mülheim-Kärlich bekannt, das auf eine Leistung von 1.300 Megawatt ausgelegt war. Bereits vor seinem Bau durch den Energiekonzern RWE, der 1975 begann, war das Kraftwerk umstritten, nicht zuletzt wegen seiner Lage im erdbebengefährdeten Neuwieder Becken. Wegen dieser Gefährdung wurden die Baupläne nach der ersten Teilgenehmigung noch einmal geändert und das Reaktorgebäude 70 Meter entfernt vom ursprünglich vorgesehenen Standort errichtet. 1986 nahm das KKW den Probe- und im Juni 1988 den Regelbetrieb auf.
Bereits zu Beginn der 1970er Jahre hatte die Lehrerin Helga Vowinckel aus Lahnstein die Bürgerinitiative Atomschutz Mittelrhein gegründet, die sich gegen den Bau des Kraftwerks wandte. Ihre Klagen gegen die erste Teilgenehmigung wurden mehrfach mit der Begründung abgewiesen, die nach der Änderung der Pläne erteilte zweite Teilgenehmigung habe diese ersetzt. Die Revision gegen diese Urteile hatte jedoch Erfolg. Am 9. September 1988 urteilte das Bundesverwaltungsgericht in Berlin, wegen der Zweifel an der Eignung des Standorts genüge eine einfache Freigabe der Planänderungen durch die zweite Teilgenehmigung nicht. Vielmehr sei eine neue atomrechtliche Errichtungsgenehmigung erforderlich. Daher musste RWE das Kraftwerk nach knapp zwei Jahren im Probe- und genau 100 Tagen im Regelbetrieb vom Netz nehmen.
1990 erteilte die Landesregierung zwar eine veränderte Genehmigung, das Oberverwaltungsgericht Koblenz hob diese aber 1995 wegen mangelnder Risikovorsorge erneut auf. Ausschlaggebend für das Urteil war ein Gutachten des Schweizerischen Erdbebendiensts an der ETH Zürich. Nach dem Wechsel von einer CDU- zu einer SPD-geführten Regierung hatte das Projekt zudem die Unterstützung des Landes Rheinland-Pfalz verloren. Das Bundesverwaltungsgericht bestätigte die Entscheidung des OVG 1998 in letzter Instanz. Im Jahr 2001 wurde das Kraftwerk endgültig stillgelegt.
Als der Rückbau des KKW Mülheim-Kärlich begann, war es das bis dahin größte seiner Art in Deutschland, mit dem dies geschah. Nachdem 2002 die Uranbrennstäbe aus dem Reaktorblock entfernt worden waren, begannen 2004 die eigentlichen Rückbauarbeiten, die bis Mitte der 2020er Jahre abgeschlossen sein sollen. Nach der weitgehenden Dekontaminierung kaufte zunächst ein Recyclingunternehmen das Kraftwerksgelände, trat aber 2016 vom Kaufvertrag zurück. Der weitere Rückbau des KKW, der schätzungsweise ca. 750 Millionen Euro kosten soll, verzögerte sich dadurch weiter. Ab Mai 2018 trug ein Spezialbagger, der auf der Kante des Kühlturms aufsaß, ihn Stück für Stück bis auf etwa 80 Meter Höhe ab. Der Rest des 41 Jahre lang weithin sichtbaren Turms wurde am 9. August 2019 kontrolliert zum Einsturz gebracht.

### Bahnhof Mülheim-Kärlich (bis Dezember 2022: Bahnhof Urmitz)

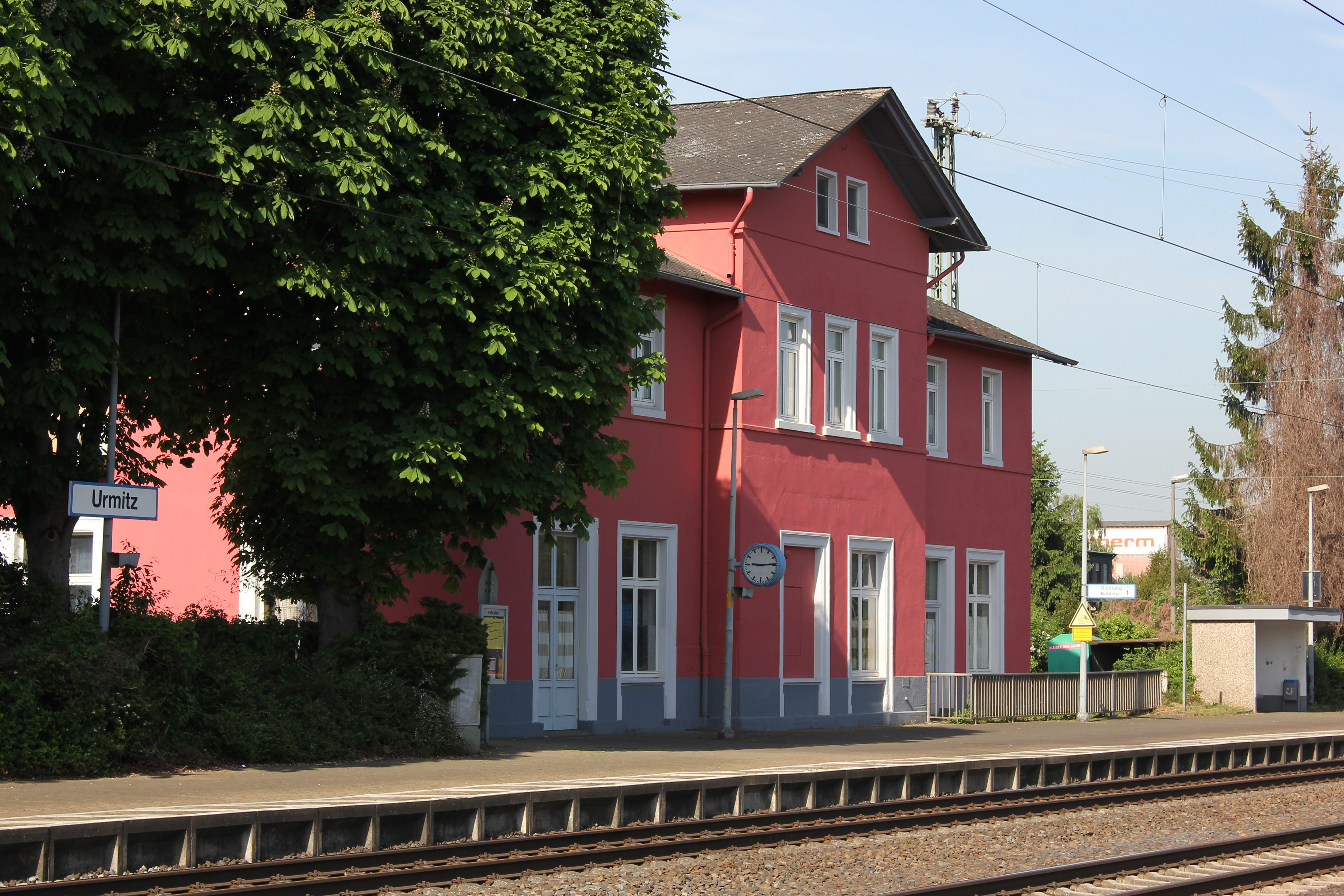
Bahnhof Urmitz/Mülheim-Kärlich

Ein erster Bahnhaltepunkt in Mülheim, den täglich drei Personenzüge, aber auch Güterzüge bedienten, wurde im Juni 1870 eingerichtet. Im Jahr 1876 folgte der Bau des Bahnhofs. Obwohl in der Mülheimer Gemarkung gelegen, hieß die Station bis zum 10. Dezember 2022 Urmitz, da sie näher an den Häusern dieses Nachbarorts lag und weil es schon mehrere Bahnhöfe mit dem Namen Mülheim gab. Ursprünglich soll beabsichtigt gewesen sein, die linksrheinische Bahnstrecke näher an die Orte Mülheim und Kärlich heranzuführen. Dies sei jedoch daran gescheitert, dass die nötigen Grundstücke nicht erworben werden konnten.
Der Bahnhof Mülheim-Kärlich hat zwei Bahnsteige, die durch eine Unterführung miteinander verbunden sind. Lange Zeit gab es nur einen schienengleichen Übergang, sodass Reisende je nach Fahrtrichtung des Zuges die Gleise überqueren mussten. Im Bahnhofsgebäude gab es außer dem Fahrkartenschalter sowie der Gepäck- und Expressgutabfertigung einen Warteraum und eine Bahnhofsgaststätte. Zum Bahnhof gehörten zwei Stellwerke und eine Güterabfertigung für Stückgut und Wagenladungen, die in einem eigenen Gebäude etwa 250 Meter weiter westlich untergebracht war.
Seit 1992 werden Fahrkarten nur noch aus Automaten ausgegeben. Betrieblich ist es aber weiterhin ein Bahnhof mit Gleisen zum Ausweichen. Das alte Bahnhofsgebäude ist seit Längerem in Privatbesitz und wurde 2013 im Vorfeld des „Bahnhofsfestes“ der Stadt Mülheim-Kärlich renoviert. Die Güterabfertigung Urmitz besteht nicht mehr.

## Persönlichkeiten

### In Mülheim-Kärlich geboren
- Dominikus I. Conrad (1740–1819), letzter Abt der Zisterzienserabtei Marienstatt vor deren Säkularisierung 1802
- Andreas Wirz (1766–1827), preußischer Land- und Regierungsrat
- Philipp Heift (1928–2002), erster Bürgermeister von Mülheim-Kärlich und Ehrenbürger
- Ernst Ludwig Grasmück (1933–2017), Kirchenhistoriker
- Josef Dötsch (* 1954), Politiker (CDU)
- Georg Nickenig (* 1964), Kardiologe
- Lucas Luhr (* 1979), Rennfahrer

### Mit Mülheim-Kärlich verbunden
- Johann Claudius von Lassaulx (1781–1848), Architekt, baute 1838 die Kapelle Am Guten Mann.
- Caspar Clemens Pickel (1847–1939), Architekt; erbaute die Mülheimer Pfarrkirche Maria Himmelfahrt.
- Ludwig Becker (1855–1940), Kirchenarchitekt und Dombaumeister; Neubau Pfarrkirche St. Mauritius 1931–1932
- Leopold Schweitzer (1871–1937), Architekt des Glockenturms von St. Mauritius Kärlich 1903
- Ludwig Kaas (1881–1952), Vorsitzender der Zentrumspartei; 1910 Kaplan in Kärlich
- Martine Andernach (* 1948), deutsch-französische Bildhauerin und Graveurin, lebt und arbeitet in Mülheim-Kärlich.
- Sigrid Hirbodian (* 1960), deutsche Historikerin wuchs in Mülheim-Kärlich auf.